# فهرست آثار ملی شهرستان خرم‌آباد
شهرستان خرم‌آباد یکی از شهرستان‌های استان لرستان در غرب ایران و مرکز آن شهر خرم‌آباد است. این شهرستان قبل از سال ۱۳۸۸ دارای شش بخش بود که با تشکیل شهرستان چگنی دو بخش از شهرستان خرم‌آباد به این شهرستان تازه تأسیس الحاق شد و شهرستان خرم‌آباد در حال حاضر دارای چهار بخش است. ساکنان خرم‌آباد لر هستند به زبان لری خرم‌آبادی سخن می‌گویند.

## آثار ثبت‌شده
| ردیف | نام اثر                              | نگاره          | دیرینگی                                                                          | موقعیت                                                                                            | شمارهٔ ثبت | تاریخ ثبت  | منبع  |
| ---- | ------------------------------------ | -------------- | -------------------------------------------------------------------------------- | ------------------------------------------------------------------------------------------------- | --------- | ---------- | ----- |
| ۱    | تپه‌های نزدیک روستای غلدان            | بارگذاری تصویر | ایلامی                                                                           | جنوب خرم آباد - روستای غلامان وشاهین آباد                                                         | ۳۰        | ۱۳۱۰/۰۶/۲۴ | [ ۲ ] |
| ۲    | پل کشکان                             |                | قرن ۴ ق                                                                          | بخش چگنی، روستای کشکان ۳۳°۳۵′۱۷٫۸″ شمالی ۴۷°۵۲′۵۴٫۹″ شرقی / ۳۳٫۵۸۸۲۷۸°شمالی ۴۷٫۸۸۱۹۱۷°شرقی        | ۳۳۵       | ۱۳۱۸/۱۱/۲۰ |       |
| ۳    | پایه سنگی با کتیبه کوفی              |                | قرن ۴ و ۵ ق                                                                      | در داخل شهر خرم‌آباد                                                                               | ۳۹۸       | ۱۳۳۴/۱۱/۱۱ | [ ۳ ] |
| ۴    | فلک‌الافلاک                           |                | ساسانی ـ قرن ۳ و ۴ ق                                                             | جنوب شرقی در داخل شهر خرم‌آباد                                                                     | ۸۸۳       | ۱۳۴۸/۰۷/۱۰ |       |
| ۵    | تپه چغامل و چغاکوچک                  |                | پیش از تاریخ ـ تاریخی                                                            | شهرچغابل روشگان                                                                                   | ۹۰۰       | ۱۳۴۹/۰۴/۳۰ |       |
| ۶    | پل شکسته (طاق پیل اشکسته)            |                | ساسانی                                                                           | خرم آبادبخش مرکزی                                                                                 | ۱۰۵۸      | ۱۳۵۴/۰۲/۱۵ |       |
| ۷    | گرداب سنگی                           |                | ساسانی                                                                           | شمال غربی خرم‌آباد                                                                                 | ۱۲۷۴      | ۱۳۵۵/۰۵/۱۸ |       |
| ۸    | تپه ماسور                            |                | هزاره ۶ ق‌م تا ساسانی                                                             | روستای ماسور۳ کیلومتری جنوب غربی خرم‌آباد                                                          | ۱۵۵۳      | ۱۳۵۶/۱۰/۱۹ |       |
| ۹    | بقایای ساختمان پل دختر               |                | ساسانی                                                                           | بخش ملاوی                                                                                         | ۱۶۷۸      | ۱۳۶۴/۰۴/۱۶ |       |
| ۱۰   | مجموعه مقبره شهشهان                  |                | صفویه                                                                            | ۱۲ کیلومتری جنوب خرم‌آباد روستای طالقان                                                            | ۱۹۲۰      | ۱۳۷۶/۰۶/۱۶ |       |
| ۱۱   | کاروان‌سرای گوشه شهشاه                |                | صفویه                                                                            | روستای گوشه طالقان                                                                                | ۱۹۲۱      | ۱۳۷۶/۰۶/۱۶ |       |
| ۱۲   | امامزاده حیات الغیب و گنبد الیاس     |                | قرن ۶ ق                                                                          | ۴۵ کیلومتری جنوب غربی خرم‌آباد                                                                     | ۱۹۲۲      | ۱۳۷۶/۰۶/۱۶ |       |
| ۱۳   | کاروان‌سرای صید رضا بازار طلا فروشان  |                | صفویه                                                                            | خ حافظ خرم‌آباد                                                                                    | ۱۹۲۳      | ۱۳۷۶/۰۶/۱۶ |       |
| ۱۴   | آرامگاه زاهد شیر                     |                | قرن ۷ و ۸ ق                                                                      | ۱۲ کیلومتری جاده شرق خرم‌آباد بروجرد                                                               | ۱۹۲۴      | ۱۳۷۶/۰۶/۱۶ |       |
| ۱۵   | مناره آجری                           |                | سلجوقیان                                                                         | ضلع شرقی میدان شقایق                                                                              | ۱۹۳۰      | ۱۳۷۶/۰۷/۱۳ |       |
| ۱۶   | تپه پرسونه (پای تپه)                 |                | اسلامی                                                                           | ۴۰ کیلومتری جنوب شرقی خرم‌آباد و ۴ کیلومتری برازجان                                                | ۲۱۱۸      | ۱۳۷۷/۰۷/۱۲ |       |
| ۱۷   | کاروان‌سرای چمشک                      |                | اسلامی                                                                           | روستای پشت تنگ چمشک خرم‌آباد                                                                       | ۲۱۱۹      | ۱۳۷۷/۰۷/۱۲ |       |
| ۱۸   | تپه سبز علی                          |                | پیش از تاریخ ـ تاریخی                                                            | ۳۵ کیلومتری خرم‌آباد، در مسیر اندیمشک                                                              | ۲۱۲۰      | ۱۳۷۷/۰۷/۱۲ |       |
| ۱۹   | تپه توبره ریز                        |                | پیش از تاریخ                                                                     | بخش چگنی، ۲۱ک شرق خرم‌آباد و ۷ کیلومترجاده اصلی                                                    | ۲۱۲۱      | ۱۳۷۷/۰۸/۱۲ |       |
| ۲۰   | پل صفوی                              |                | صفویه ـ قاجاریه                                                                  | خیابان مجاهدین اسلام، جنب مصلی سابق                                                               | ۲۳۵۴      | ۱۳۷۸/۰۳/۱۷ |       |
| ۲۱   | حمام گپ                              |                | قاجاریه                                                                          | میدان گپ، بازار، در مجاورت خیابان حافظ                                                            | ۲۳۵۷      | ۱۳۷۸/۰۳/۱۷ |       |
| ۲۲   | خانه آخوند ابو                       |                | اواسط قاجاریه                                                                    | ضلع غربی قلعه فلک افلاک در خیابان ۱۲ بوجی                                                         | ۲۴۳۲      | ۱۳۷۸/۰۶/۲۲ |       |
| ۲۳   | پل کلهرت                             |                | قرن ۴ ق                                                                          | جاده خرم ابادبه خوزستان بخش ملاوی، شمال دهستان معمولان                                            | ۲۵۸۶      | ۱۳۷۸/۱۱/۲۷ |       |
| ۲۴   | غار کوگان                            |                | تاریخی ـ اسلامی                                                                  | منطقه چشمک، ۲۴ کیلومتری جنوب خرم‌آباد، دره کوگان                                                   | ۲۶۶۰      | ۱۳۷۸/۱۲/۲۵ |       |
| ۲۵   | تپه زاغه                             |                | پیش از تاریخ ـ اسلامی                                                            | ۳۴ ک ۰ شمال شرقی خرم‌آباد                                                                          | ۲۸۱۷      | ۱۳۷۹/۰۸/۱۶ |       |
| ۲۶   | تپه ملک‌آباد                          |                | پیش از تاریخ ـ تاریخی ـ اسلامی                                                   | ۳۰ ک ۰شمال شرقی خرم‌آباد و دو ک ۰ جاده اصلی (بخش زاغه)                                             | ۲۸۱۸      | ۱۳۷۹/۰۸/۱۶ |       |
| ۲۷   | تپه میل ملک                          |                | تاریخی ـ اسلامی                                                                  | ۲۴ ک ۰شمالشرق خرم‌آباد بخش زاغه                                                                    | ۲۸۱۹      | ۱۳۷۹/۰۸/۱۶ |       |
| ۲۸   | تپه کبودلر                           |                | پیش از تاریخ ـ تاریخی                                                            | ۳۷ ک شمالشرق خرم‌آباد یک ک ۰ روستای زاغه                                                           | ۲۸۲۰      | ۱۳۷۹/۰۸/۱۶ |       |
| ۲۹   | تپه خیرآباد                          |                | هزاره یک ق‌م                                                                      | منطقه اسپستان حومه جنوب غربی خرم‌آباد                                                              | ۲۸۲۱      | ۱۳۷۹/۰۸/۱۶ |       |
| ۳۰   | تپه تجره سید                         |                | پیش از تاریخ                                                                     | ۱۲ ک ۰ شمال شرقی خرم‌آباد و در بخش حومه                                                            | ۲۸۲۲      | ۱۳۷۹/۰۸/۱۶ |       |
| ۳۱   | تپه واشیان                           |                | پیش از تاریخ ـ تاریخی ـ اسلامی                                                   | پل دختر ۱۵ ک شمال شرق پل دختر                                                                     | ۲۸۲۳      | ۱۳۷۹/۰۸/۱۶ |       |
| ۳۲   | تپه دولیکان                          |                | پیش از تاریخ ـ قرن ۴ و۵ و۶ ق                                                     | ۴۳ ک شمال شرق خرم‌آباد و در جنوب غرب دهکده                                                         | ۲۸۲۴      | ۱۳۷۹/۰۸/۱۶ |       |
| ۳۳   | تپه‌های شماره یک و دو کمالوند         |                | پیش از تاریخ ـ تاریخی ـ اسلامی                                                   | بخش زاغه کنار روستای کمالوند                                                                      | ۲۸۲۵      | ۱۳۷۹/۰۸/۱۶ |       |
| ۳۴   | تپه خانجان خانی                      |                | پیش از تاریخ ـ تاریخی                                                            | ۱۸ ک شمالشرق خرم‌آباد و ۶ ک جاده اصلی                                                              | ۲۸۲۶      | ۱۳۷۹/۰۸/۱۶ |       |
| ۳۵   | تپه باده آبستان                      |                | پیش از تاریخ ـ اسلامی                                                            | ۲ک جاده اصلی خرم‌آباد بروجرد                                                                       | ۲۸۲۷      | ۱۳۷۹/۰۸/۱۶ |       |
| ۳۶   | کاروان‌سرای می‌شوند                    |                |                                                                                  | دهستان چشمک                                                                                       | ۳۰۵۰      | ۱۳۷۹/۱۲/۲۵ |       |
| ۳۷   | کاروان‌سرای قلعه نصیر                 |                |                                                                                  |                                                                                                   | ۳۰۵۱      | ۱۳۷۹/۱۲/۲۵ |       |
| ۳۸   | تپه سیکوند (نورآباد)                 |                |                                                                                  |                                                                                                   | ۳۰۵۲      | ۱۳۷۹/۱۲/۲۵ |       |
| ۳۹   | تپه کفتارلان ۱                       |                |                                                                                  |                                                                                                   | ۳۰۵۳      | ۱۳۷۹/۱۲/۲۵ |       |
| ۴۰   | آسیاب گبری                           |                |                                                                                  |                                                                                                   | ۳۰۵۴      | ۱۳۷۹/۱۲/۲۵ |       |
| ۴۱   | تپه ده‌سفید علیا                      |                |                                                                                  |                                                                                                   | ۳۰۵۵      | ۱۳۷۹/۱۲/۲۵ |       |
| ۴۲   | تپه چغا خندق (حاج خدیجه)             |                |                                                                                  |                                                                                                   | ۳۰۵۶      | ۱۳۷۹/۱۲/۲۵ |       |
| ۴۳   | تپه سرخدم لکی                        |                | از قرن ۵ تا ۷ ق                                                                  | ۸ کیلومتری شمال غربی کوهدشت، شمال روستای سرخدم                                                    | ۳۶۳۸      | ۱۳۷۹/۱۲/۲۵ |       |
| ۴۴   | پل شکسته سرطاق ساربان                |                | تاریخی                                                                           | یک کیلومتری غرب روستای ماسور                                                                      | ۳۶۴۰      | ۱۳۷۹/۱۲/۲۵ |       |
| ۴۵   | بنای میرملاس                         |                | اوایل پهلوی                                                                      | خرم‌آباد، ابتدای خیابان حافظ، روبروی خیابان فدائبان اسلام                                          | ۳۷۵۱      | ۱۳۸۰/۰۲/۱۸ |       |
| ۴۶   | تپه گراب                             |                | پیش از تاریخ ـ تاریخی ـ اسلامی                                                   | ۱/۴ کیلومتری شرق خرم‌آباد در حاشیه رود آبستان، مجاور روستای گراب                                   | ۳۷۵۴      | ۱۳۸۰/۰۶/۱۲ |       |
| ۴۷   | آرامگاه خضر زنده                     |                | اسلامی                                                                           | جنوب شهر خرم‌آباد، گورستان عمومی                                                                   | ۳۷۶۱      | ۱۳۸۰/۰۲/۱۸ |       |
| ۴۸   | قلعه روستای امامزاده قاسم            |                | قاجاریه                                                                          | ۳۰ کیلومتری شمال شرق ازنا، روسنای امامزاده قاسم                                                   | ۳۷۶۲      | ۱۳۸۰/۰۲/۱۸ |       |
| ۴۹   | تپه دلبر سادات                       |                | تاریخی ـ اسلامی                                                                  | بخش ویسان، ۳۰۰ م جنوب غرب روستای دلبرسادات                                                        | ۳۷۶۳      | ۱۳۸۰/۰۲/۱۸ |       |
| ۵۰   | ساختمان دانشگاه محوطه قلعه           |                | پهلوی اول                                                                        | خرم‌آباد، محدوده قلعه فلک الافلاک                                                                  | ۳۷۶۵      | ۱۳۸۰/۰۲/۱۸ |       |
| ۵۱   | پل هرو                               |                | تاریخی ـ اسلامی                                                                  | بخش چغلوندی، روستای سیل گرگی بر روی رودخانه هرو                                                   | ۳۹۵۵      | ۱۳۸۰/۰۷/۱۰ |       |
| ۵۲   | آسیاب‌آبی سراب نیلوفر                 |                | صفویه به بعد                                                                     | ۵ کیلومتری روستای سراب نیلوفر                                                                     | ۳۹۷۳      | ۱۳۸۰/۰۷/۱۰ |       |
| ۵۳   | تپه کلاته کیو                        |                | پیش از تاریخ ـ تاریخی                                                            | غرب دریاچه مصنوعی کیو، روستای کلایه کیو                                                           | ۴۰۵۳      | ۱۳۸۰/۰۷/۱۰ |       |
| ۵۴   | تپه دارایی یک و ۲                    |                | پیش از تاریخ                                                                     | ۱۰ کیلومتری جنوب روستای دارایی                                                                    | ۴۰۵۴      | ۱۳۸۰/۰۷/۱۰ |       |
| ۵۵   | تپه سر قلعه پاوه کش                  |                | پیش از تاریخ ـ تاریخی ـ اسلامی                                                   | ۲۶ک م غرب خرم‌آباد                                                                                 | ۴۰۵۵      | ۱۳۸۰/۰۷/۱۰ |       |
| ۵۶   | تپه سراب شوا                         |                | تاریخی ـ اسلامی                                                                  | خ شهید مطهری (سرچشمه)                                                                             | ۴۰۵۶      | ۱۳۸۰/۰۷/۱۰ |       |
| ۵۷   | تپه کله جو/ سید صیفور                |                | پیش از تاریخ ـ تاریخی ـ اسلامی                                                   | ۱۵ کیلومتری جاده خرم‌آباد، الشتر، دهستان رباط، نزدیک روستای کله جو                                 | ۴۰۵۷      | ۱۳۸۰/۰۷/۱۰ |       |
| ۵۸   | تپه چغادرویشان                       |                | پیش از تاریخ ـ تاریخی                                                            | بخش دوره چگنی، در مسیر جاده پل کشکان، روستای دوره                                                 | ۴۰۵۸      | ۱۳۸۰/۰۷/۱۰ |       |
| ۵۹   | تپه سراب رباط                        |                | پیش از تاریخ ـ تاریخی ـ اسلامی                                                   | ۱۷ کیلومتری شمال بخش مرکزی، روستای رباط                                                           | ۴۰۵۹      | ۱۳۸۰/۰۷/۱۰ |       |
| ۶۰   | تپه بهرام جو                         |                | تاریخی ـ اسلامی                                                                  | ۶ کیلومتری خرم‌آباد                                                                                | ۴۰۶۰      | ۱۳۸۰/۰۷/۱۰ |       |
| ۶۱   | محوطه گورگوری بن کشکه                |                | ساسانی ـ قرون اولیه اسلامی                                                       | ۵۵ کیلومتری جاده خرم‌آباد، به پل دختر بخش معمولان، نزدیک روستای بن لشکه                            | ۴۰۶۱      | ۱۳۸۰/۰۷/۱۰ |       |
| ۶۲   | پل گرمابه                            |                | ساسانی                                                                           | بین نور آباد، هرسین                                                                               | ۴۰۸۲      | ۱۳۸۰/۰۷/۱۰ |       |
| ۶۳   | غار کنجی                             |                | پیش از تاریخ                                                                     | جنوب شرقی خرم‌آباد                                                                                 | ۴۱۴۳      | ۱۳۸۰/۰۷/۱۰ |       |
| ۶۴   | غار قمری                             |                | پیش از تاریخ                                                                     | غرب شهر بابای کوه مشرف به گرداب سنگی                                                              | ۴۱۴۴      | ۱۳۸۰/۰۷/۱۰ |       |
| ۶۵   | غار یافته                            |                | پیش از تاریخ                                                                     | ۱۵ کیلومتری بین جاده خرم‌آباد و کوهدشت، دامنه کوه یافته                                            | ۴۱۴۵      | ۱۳۸۰/۰۷/۱۰ |       |
| ۶۶   | مسجد توسلی                           |                | قاجاریه                                                                          | تلاقی خ حافظ و باستان، روبروی زورخانه طیب                                                         | ۴۳۶۷      | ۱۳۸۰/۰۹/۰۵ |       |
| ۶۷   | زورخانه طیب (حمام بالایی)            |                | اواخر قاجار                                                                      | خیابان باستان در محل تلاقی خیابان حافظ روبروی کتابخانه شهید مطهری                                 | ۴۸۷۳      | ۱۳۸۰/۱۲/۱۹ |       |
| ۶۸   | پناهگاه صخره‌ای گچی                   |                | پارینه سنگی میانی (موسترین)                                                      | کیلومتر۱۵ جاده خرم‌آباد کوهدشت، ۲/۵ کیلومتری شمال شرق روستای سرخه لیزه                             | ۵۹۶۷      | ۱۳۸۱/۰۵/۰۸ |       |
| ۶۹   | غار دراشکفت                          |                | پیش از تاریخ                                                                     | لرستان، کیلومتر ۱۱۰ جاده خرم‌آباد، اندیمشک، ۱/۵ کیلومتری شرق روستای بابازید                        | ۵۹۶۸      | ۱۳۸۱/۰۵/۰۸ |       |
| ۷۰   | غار آب زاده                          |                | فراپارینه سنگی                                                                   | کیلومتر ۹ جاده کوهدشت، دامنه یکی از ارتفاعات فرعی کوه یافته                                       | ۵۹۶۹      | ۱۳۸۱/۰۵/۰۸ |       |
| ۷۱   | مجموعه پناهگاه وره زرد               |                | اوایل نوسنگی                                                                     | کیلومتر۱۱۳ جاده خرم‌آباد، پل دختر، بالای روستای کمرزرد                                             | ۵۹۷۰      | ۱۳۸۱/۰۵/۰۸ |       |
| ۷۲   | پناهگاه صخره‌ای گیلوران               |                | پارینه سنگی جدید (برادوستین)                                                     | ۳ کیلومتری شمال غرب جاده خرم‌آباد، کوهدشت                                                          | ۵۹۷۱      | ۱۳۸۱/۰۵/۰۸ |       |
| ۷۳   | پناهگاه صخره‌ای فرکش ۱                |                | پیش از تاریخ                                                                     | کیلومتر ۱۱۰ جاده خرم‌آباد، اندیشمک، یک کیلومتری شمال شرقی روستای بابازید                           | ۵۹۷۲      | ۱۳۸۱/۰۵/۰۸ |       |
| ۷۴   | پناهگاه صخره‌ای سرخه لیزه             |                | پیش از تاریخ                                                                     | کیلومتر۱۵جاده خرم‌آباد، کوهدشت، به فاصله۲ کیلومتری شمال شرق روستای سرخه لیزه دامنه جنوبی کوه یافته | ۵۹۷۳      | ۱۳۸۱/۰۵/۰۸ |       |
| ۷۵   | محوطه بازتخت شیر                     |                | پیش از تاریخ                                                                     | کیلومتر۱۱۰ جاده خرم‌آباد، اندیمشک، نرسیده به سه راهی اسلام‌آباد، ۵۰۰ متری شمال شرق روستای بابازید   | ۵۹۷۴      | ۱۳۸۱/۰۵/۰۸ |       |
| ۷۶   | تپه شماره یک دره نو                  |                | قرن ۴ و ۵ ق                                                                      | بخش پاپی، دره نسو                                                                                 | ۷۱۰۵      | ۱۳۸۱/۱۱/۱۲ |       |
| ۷۷   | معماری صخره‌ای دره نسو                |                | تاریخی                                                                           | بخش پاپی، دره نسو                                                                                 | ۷۱۰۶      | ۱۳۸۱/۱۱/۱۲ |       |
| ۷۸   | محوطه شاهزاده عبدالله (تپه و مقبره)  |                | پیش از تاریخ ـ متاخر اسلامی                                                      | ۵ کیلومتری جنوب غربی خرم‌آباد، دهستان کره گاه غربی، روستای کاوه کالی                               | ۷۱۰۷      | ۱۳۸۱/۱۱/۱۲ |       |
| ۷۹   | تپه‌های تیر بازار یک و ۲              |                | تاریخی ـ اسلامی                                                                  | بخش مرکزی، دهستان کره گاه غربی، روستای تیر بازار                                                  | ۷۱۰۸      | ۱۳۸۱/۱۱/۱۲ |       |
| ۸۰   | تپه گیلواران/ قبرستان                |                | برنز (مفرغ) (شوش d)                                                              | بخش مرکزی، دهستان کرگاه غربی، روستای گیلواران پائین                                               | ۷۱۰۹      | ۱۳۸۱/۱۱/۱۲ |       |
| ۸۱   | تپه گورستان تیر بازار                |                | تاریخی ـ اسلامی                                                                  | بخش مرکزی، دهستان ماسور، روستای تیر بازار                                                         | ۷۱۱۰      | ۱۳۸۱/۱۱/۱۲ |       |
| ۸۲   | برج میل تی هله                       |                | اسلامی                                                                           | بخش مرکزی، شمال دره خرم‌آباد                                                                       | ۷۱۱۱      | ۱۳۸۱/۱۱/۱۲ |       |
| ۸۳   | تپه تلوری علیا                       |                | پیش از تاریخ ـ تاریخی ـ اسلامی                                                   | بخش مرکزی، دهستان کره گاه غربی، روستای تلوری علیا                                                 | ۷۱۱۲      | ۱۳۸۱/۱۱/۱۲ |       |
| ۸۴   | تپه تق و توق/ پله برج                |                | تاریخی                                                                           | بخش مرکزی، دهستان کره گاه غربی، روستای پشته                                                       | ۷۱۱۳      | ۱۳۸۱/۱۱/۱۲ |       |
| ۸۵   | تپه جلدان                            |                | پیش از تاریخ ـ تاریخی ـ اسلامی                                                   | بخش مرکزی، دهستان کره گاه غربی، ۷/۵۰ کیلومتری جنوب غربی روستای جلدان                              | ۷۱۱۴      | ۱۳۸۱/۱۱/۱۲ |       |
| ۸۶   | تپه بدرآباد علیا                     |                | پیش از تاریخ ـ تاریخی                                                            | بخش مرکزی، دهستان کره گاه غربی، روستای بدر آباد                                                   | ۷۱۱۵      | ۱۳۸۱/۱۱/۱۲ |       |
| ۸۷   | تپه صبور/ سئور                       |                | برنز (مفرغ) ـ تاریخی ـ اسلامی                                                    | ۱۴ کیلومتری جنوب غربی بخش مرکزی، دهستان کره گاه غربی، روستای صبور                                 | ۷۱۱۶      | ۱۳۸۱/۱۱/۱۲ |       |
| ۸۸   | تپه سراب یاس                         |                | پیش از تاریخ ـ تاریخی                                                            | بخش مرکزی، دهستان کره گاه غربی، ۵ کیلومتری جنوب شرقی روستای سراب یاس                              | ۷۱۱۷      | ۱۳۸۱/۱۱/۱۲ |       |
| ۸۹   | تپه علی جایدر                        |                | پیش از تاریخ ـ تاریخی                                                            | بخش مرکزی، دهستان کره گاه غربی، روستای کاوه کالی                                                  | ۷۱۱۸      | ۱۳۸۱/۱۱/۱۲ |       |
| ۹۰   | تپه باغ بانو                         |                | پیش از تاریخ ـ تاریخی ـ اسلامی                                                   | بخش مرکزی، روستای گیلوران بالا                                                                    | ۷۱۱۹      | ۱۳۸۱/۱۱/۱۲ |       |
| ۹۱   | تپه چم قروق                          |                | اسلامی                                                                           | بخش مرکزی، کیلومتر ۱۰ جاده خرم‌آباد، پل دختر                                                       | ۷۱۲۰      | ۱۳۸۱/۱۱/۱۲ |       |
| ۹۲   | تپه‌های قر و مالگه شرقی و غربی        |                | پیش از تاریخ                                                                     | بخش مرکزی، دهستان کره گاه شرقی، روستای سرخه ده علیا                                               | ۷۹۶۸      | ۱۳۸۱/۱۲/۱۷ |       |
| ۹۳   | تپه دارایی (الف)                     |                | پیش از تاریخ                                                                     | بخش مرکزی، دهستان گره گاه شرقی روستای دارایی                                                      | ۸۰۰۶      | ۱۳۸۱/۱۲/۱۷ |       |
| ۹۴   | باغ فلاحت (ایستگاه کشاورزی)          |                | اوایل پهلوی                                                                      | شهر خرم‌آباد، انتهای میدان ژاندارمری، باغ فلاحت                                                    | ۹۹۲۸      | ۱۳۸۲/۰۶/۱۱ |       |
| ۹۵   | ساختمان بانک تجارت در دانشگاه لرستان |                | پهلوی                                                                            | خرم‌آباد، حریم قلعه فلک الافلاک، بخش شمالی محل فعلی دانشگاه لرستان                                 | ۹۹۷۱      | ۱۳۸۲/۰۶/۲۳ |       |
| ۹۶   | باشگاه افسران و باغ ارم              |                | پهلوی                                                                            | خرم‌آباد، خیابان فلک الافلاک، بخش بافت قدیمی شهر، حریم درجه یک قلعه فلک الافلاک                    | ۹۹۷۲      | ۱۳۸۲/۰۶/۲۳ |       |
| ۹۷   | گرمابه نویی (کتابخانه شهید مطهری)    |                | قاجاریه                                                                          | خرم‌آباد، تقاطع خیابان باستان و خیابان حافظ، روبروی زورخانه طیب                                    | ۹۹۷۳      | ۱۳۸۲/۰۶/۲۳ |       |
| ۹۸   | تپه تی هله                           |                | تاریخی                                                                           | بخش مرکزی، ۷۰۰ متری جنوب آبشار دره گرم                                                            | ۱۰۹۳۳     | ۱۳۸۲/۱۱/۲۷ |       |
| ۹۹   | محوطه و گورستان کپرگه                |                | تاریخی ـ اسلامی                                                                  | بخش چغلوندی، ۴۰۰ متری غرب روستای کرنوکر، شرق روستای گلم کبود                                      | ۱۱۲۱۸     | ۱۳۸۳/۰۹/۰۷ |       |
| ۱۰۰  | تپه گورستان ریمله                    |                | برنز (مفرغ) ـ عصر آهن III ـ تاریخی                                               | بخش مرکزی، دهستان رباط، روستای ریمله                                                              | ۱۱۲۱۹     | ۱۳۸۳/۰۹/۰۷ |       |
| ۱۰۱  | تپه نبی خانی                         |                | پیش از تاریخ ـ تاریخی                                                            | خرم‌آباد، بخش مرکزی، دهستان ده پیر شمالی، ۵۰۰م شرق روستای دره اشکفت علیا (سرآسان)                  | ۱۱۲۲۰     | ۱۳۸۳/۰۹/۰۷ |       |
| ۱۰۲  | محوطه پاتخت سنگ تراشان               |                | برنز (مفرغ)                                                                      | بخش پاپی، دهستان کشور، ۲۰۰ متری شمال روستای سنگ تراشان                                            | ۱۱۲۲۱     | ۱۳۸۳/۰۹/۰۷ |       |
| ۱۰۳  | محوطه گلم سوز (هرو)                  |                | تاریخی ـ اشکانی (پارت)                                                           | بخش زاغه، دهستان قائد رحمت، روستای گلم سوز (سبز)                                                  | ۱۱۲۲۲     | ۱۳۸۳/۰۹/۰۷ |       |
| ۱۰۴  | تپه دره نسو۲                         |                | نوسنگی با سفال تا هزاره یک ق‌م                                                    | بخش پاپی، دهستان کشور، ۳۵ک م جاده خرم‌آباد، گردنه تاف، روستای دره نسو                              | ۱۱۲۲۳     | ۱۳۸۳/۰۹/۰۷ |       |
| ۱۰۵  | تپه سبزکاوراوی                       |                | پیش از تاریخ                                                                     | خرم‌آباد، بخش زاغه، دهستان قائد رحمت، یک کیلومتری جنوب شرق روستای ایوشان                           | ۱۱۲۵۴     | ۱۳۸۳/۰۹/۰۷ |       |
| ۱۰۶  | کتیبه ومعماری سنگی حوض موسی          |                | قاجاریه                                                                          | خرم‌آباد، شمال غرب محله کوی فلسطین، ۱۶ متری دوم، تنگه حوض موسی                                     | ۱۱۲۵۵     | ۱۳۸۳/۰۹/۰۷ |       |
| ۱۰۷  | تپه سنگر ماهی بازان                  |                | پیش از تاریخ تا تاریخی                                                           | خرم‌آباد، بخش مرکزی، روستای رباط، انتهای تنگه شبیخون                                               | ۱۱۲۵۶     | ۱۳۸۳/۰۹/۰۷ |       |
| ۱۰۸  | تپه سبزکاوراوی                       |                | تاریخی                                                                           | بخش دوره چگنی، دهستان تشکن، شمالشرق روستای پانسار                                                 | ۱۱۲۵۷     | ۱۳۸۳/۰۹/۰۷ |       |
| ۱۰۹  | آرامگاه مارگیمه                      |                | مغول                                                                             | بخش مرکزی، دهستان کرگاه شرقی، شمال روستای چوب تاسن                                                | ۱۱۶۸۰     | ۱۳۸۳/۱۲/۲۴ |       |
| ۱۱۰  | خانه پورابوالقاسمی                   |                | قاجاریه                                                                          | خرم‌آباد، بافت مرکزی شهر، محله درب بابا طاهر                                                       | ۱۱۶۸۱     | ۱۳۸۳/۱۲/۲۴ |       |
| ۱۱۱  | تپه سیل کیو                          |                | اشکانی (پارت)                                                                    | بخش زاغه، دهستان قائدرحمت، ۷۰۰ م شمال غرب روستای بگ رضا                                           | ۱۱۷۴۲     | ۱۳۸۳/۱۲/۲۴ |       |
| ۱۱۲  | حمام کوچک (آقا رحیم)                 |                | قاجاریه                                                                          | خرم‌آباد، محله پشت بازار، خ کمربندی، کوچه حمام آقا رحیم                                            | ۱۱۷۵۷     | ۱۳۸۳/۱۲/۲۴ |       |
| ۱۱۳  | خانه کشفی                            |                | قاجاریه                                                                          | خرم‌آباد، بافت قدیم شهر، خ ۲۴متری حکیم آباد، پشت زورخانه طیب، کوچه کشفی                            | ۱۱۹۰۲     | ۱۳۸۴/۰۴/۰۵ |       |
| ۱۱۴  | آرامگاه سیدزیبامحمد                  |                | اسلامی                                                                           | بخش مرکزی، روستای زیبا محمد، (بویا، ممیل)                                                         | ۱۳۱۱۶     | ۱۳۸۴/۰۵/۲۲ |       |
| ۱۱۵  | پناهگاه سنگی گرارجنه                 |                | پیش از تاریخ (پارینه سنگی)                                                       | خرم‌آباد، گلدشت شرقی، غرب بیمارستان تأمین اجتماعی، دامنه جنوبی کوه گرارجنه                         | ۱۳۱۱۷     | ۱۳۸۴/۰۵/۲۲ |       |
| ۱۱۶  | کوره آجرپزی قدیم باغ نو              |                | قاجاریه                                                                          | خرم‌آباد، ۳ کیلومتری جنوب غرب شهر، منطقه باغ نو خضر، ۲۰۰م شمال پل شکسته                            | ۱۳۱۱۸     | ۱۳۸۴/۰۵/۲۲ |       |
| ۱۱۷  | آرامگاه باباطاهر                     |                | اسلامی                                                                           | شهرخرم آباد، ۲۴ م حکیم، غرب قلعه فلک الافلاک، محله درب باباطاهر                                   | ۱۴۴۷۳     | ۱۳۸۴/۱۲/۱۶ |       |
| ۱۱۸  | منزل میرزا سید رضا                   |                | قاجاری                                                                           | شهرخرم آباد، خ حافظ، کوچه کاروانسرا، روبروی درب شمالی کاروانسرا (بازار طلافروشان)                 | ۱۴۴۷۴     | ۱۳۸۴/۱۲/۱۶ |       |
| ۱۱۹  | مقبره زیدبن علی                      |                | قرن ۵ تا ۶ ه‍.ق                                                                    | شهرخرم آباد، مرکز شهر، محله زیدبن علی، ضلع غربی قلعه فلک الافلاک                                  | ۱۴۴۸۰     | ۱۳۸۴/۱۲/۱۶ |       |
| ۱۲۰  | تپه رنگ رزان سفلی                    |                | تاریخی ـ اسلامی                                                                  | بخش زاغه، دهستان رازان، روستای رنگرزان سفلی                                                       | ۱۴۴۹۰     | ۱۳۸۴/۱۲/۱۶ |       |
| ۱۲۱  | تپه توربریز                          |                | اشکانی ـ ساسانی                                                                  | بخش دوره چگنی، دهستان تشکن، دو کیلومتری جنوب روستای خیرآباد                                       | ۱۵۶۴۷     | ۱۳۸۵/۰۳/۲۸ |       |
| ۱۲۲  | تپه کرگونه                           |                | اشکانی                                                                           | بخش دوره چگنی، دهستان تشکن، ۵۰۰ م شرق روستای پیر شمس الدین                                        | ۱۵۶۹۳     | ۱۳۸۵/۰۵/۰۸ |       |
| ۱۲۳  | تپه چاه موریان                       |                | پیش از تاریخ ـ تاریخی                                                            | بخش دوره چگنی، دهستان دوره، شمال روستای چاه موریان                                                | ۱۵۶۹۴     | ۱۳۸۵/۰۵/۰۸ |       |
| ۱۲۴  | محوطه بن مزرعه                       |                | اشکانی                                                                           | بخش دوره چگنی، دهستان تشکن، روستای بن مزرعه                                                       | ۱۵۶۹۵     | ۱۳۸۵/۰۵/۰۸ |       |
| ۱۲۵  | محوطه مالگه اکبر                     |                | ساسانی                                                                           | بخش دوره چگنی، دهستان دوره، غرب روستای نرگسه                                                      | ۱۵۷۰۳     | ۱۳۸۵/۰۵/۰۸ |       |
| ۱۲۶  | تپه دستچاله جنوبی                    |                | اشکانی ـ ساسانی                                                                  | بخش دوره چگنی، دهستان تشکن، ۳۰۰ م جنوب روستای بن مزرعه                                            | ۱۵۷۰۴     | ۱۳۸۵/۰۵/۰۸ |       |
| ۱۲۷  | محوطه مله بلوط                       |                | ساسانی                                                                           | بخش دوره چگنی، دهستان دوره، ۸۰۰ م شمال روستای مله بلوط                                            | ۱۵۷۰۵     | ۱۳۸۵/۰۵/۰۸ |       |
| ۱۲۸  | غار تاق ارسلان یک                    |                | تاریخی ـ اسلامی                                                                  | بخش دوره چگنی، دهستان دوره، یک کیلومتری شرق روستای کی حاتم ۲                                      | ۱۵۷۰۶     | ۱۳۸۵/۰۵/۰۸ |       |
| ۱۲۹  | تپه چراغ بگل                         |                | ساسانی                                                                           | بخش دوره چگنی، دهستان کشکان، ۴۰۰ م جنوب گرمورت رمضان آباد                                         | ۱۵۷۰۷     | ۱۳۸۵/۰۵/۰۸ |       |
| ۱۳۰  | تپه قلقله                            |                | تاریخی                                                                           | بخش دوره چگنی، دهستان دوره، ۴ کیلومتری شمال روستای دره بادام                                      | ۱۵۷۰۸     | ۱۳۸۵/۰۵/۰۸ |       |
| ۱۳۱  | تپه سراب چگه                         |                | اشکانی ـ ساسانی ـ اسلامی                                                         | بخش دوره چگنی، دهستان دوره، ۵۰ م شمال روستای چگه میرزاوند                                         | ۱۵۷۰۹     | ۱۳۸۵/۰۵/۰۸ |       |
| ۱۳۲  | محوطه کلگه چگه میرزاوند              |                | اشکانی ـ ساسانی                                                                  | بخش دوره چگنی، دهستان دوره، روستای چگه میرزاوند                                                   | ۱۵۷۱۰     | ۱۳۸۵/۰۵/۰۸ |       |
| ۱۳۳  | محوطه انار گله                       |                | عصر مفرغ                                                                         | بخش دوره چگنی، دهستان کشکان، ۱۰۰ م شمال روستای درمره                                              | ۱۵۷۱۱     | ۱۳۸۵/۰۵/۰۸ |       |
| ۱۳۴  | غار تاق ارسلان ۳                     |                | تاریخی ـ اسلامی                                                                  | بخش دوره چگنی، دهستان دوره، یک کیلومتری شرق روستای کی حاتم ۲                                      | ۱۵۷۱۲     | ۱۳۸۵/۰۵/۰۸ |       |
| ۱۳۵  | غار تاق ارسلان۲                      |                | تاریخی                                                                           | بخش دوره چگنی، دهستان دوره، یک کیلومتری شرق روستای کی حاتم ۲                                      | ۱۵۷۱۳     | ۱۳۸۵/۰۵/۰۸ |       |
| ۱۳۶  | تپه گور چقا                          |                | ساسانی ـ اسلامی                                                                  | بخش دوره چگنی، دهستان دوره، ۲۰۰ م روستای رحیم آباد ۳                                              | ۱۵۷۱۴     | ۱۳۸۵/۰۵/۰۸ |       |
| ۱۳۷  | تپه گوری سفیدآب                      |                | اشکانی                                                                           | بخش دوره چگنی، دهستان دوره، ۳۰۰ م جنوب روستای سفید آب                                             | ۱۵۷۱۵     | ۱۳۸۵/۰۵/۰۸ |       |
| ۱۳۸  | محوطه کول شال                        |                | اشکانی                                                                           | بخش دوره چگنی دهستان دوره، ۴ کیلومتری شمال روستای دره بادام                                       | ۱۵۷۱۶     | ۱۳۸۵/۰۵/۰۸ |       |
| ۱۳۹  | تپه پشت قلا                          |                | ساسانی                                                                           | بخش دوره چگنی، دهستان تشکن، ۴۰۰ م جنوب شرق روستای ملک‌آباد سماق                                    | ۱۵۷۱۷     | ۱۳۸۵/۰۵/۰۸ |       |
| ۱۴۰  | تپه بداق                             |                | عصر مفرغ                                                                         | بخش دوره چگنی، دهستان دوره، ۲۰۰متری جنوب روستای بداق                                              | ۱۵۷۱۸     | ۱۳۸۵/۰۵/۰۸ |       |
| ۱۴۱  | محوطه دلبر سادات                     |                | مفرغ ـ اشکانی ـ ساسانی                                                           | بخش ویسیان، دهستان ویسیان، ۵۰۰متری شرق روستای دلبر سادات                                          | ۱۵۷۱۹     | ۱۳۸۵/۰۵/۰۸ |       |
| ۱۴۲  | تپه علی‌محمد                          |                | کلکولیتیک                                                                        | بخش دوره چگنی، دهستان دوره، دو کیلومتری شمال روستای درب چاه                                       | ۱۵۷۲۰     | ۱۳۸۵/۰۵/۰۸ |       |
| ۱۴۳  | تپه چشمه سرخه                        |                | تاریخی                                                                           | بخش دوره چگنی، دهستان دوره، ۸۰۰متری شمال روستای مله بلوط                                          | ۱۵۷۲۱     | ۱۳۸۵/۰۵/۰۸ |       |
| ۱۴۴  | بان اسپید                            |                | ساسانی ـ اوایل اسلامی                                                            | بخش دوره چگنی، دهستان تشکن، روستای مرادآباد، ضلع غربی پل کشکان                                    | ۱۵۷۲۲     | ۱۳۸۵/۰۵/۰۸ |       |
| ۱۴۵  | تپه سماق                             |                | کلکولتیک ـ آهنIII ـ اشکانی                                                       | بخش دوره چگنی، دهستان تشکن، روستای ملک‌آباد سماق                                                   | ۱۵۷۲۳     | ۱۳۸۵/۰۵/۰۸ |       |
| ۱۴۶  | سرگرمورت نصرتی                       |                | ساسانی ـ اسلامی                                                                  | بخش دوره چگنی، دهستان کشکان، شمال روستای گرمورت نصرتی                                             | ۱۵۷۲۴     | ۱۳۸۵/۰۵/۰۸ |       |
| ۱۴۷  | تپه چقاتل                            |                | اواخر ساسانی ـ اوایل اسلامی                                                      | بخش دوره چگنی، دهستان تشکن، ۳۰۰متری غرب روستای سرانبار تشکن                                       | ۱۵۷۲۵     | ۱۳۸۵/۰۵/۰۸ |       |
| ۱۴۸  | تپه دلبر سادات ۲                     |                | اواخر اشکانی ـ ساسانی                                                            | بخش ویسیان، دهستان ویسیان، ۱۰۰متری جنوب شرقی روستای دلبر سادات                                    | ۱۵۷۲۶     | ۱۳۸۵/۰۵/۰۸ |       |
| ۱۴۹  | تپه خرمن جا                          |                | ساسانی                                                                           | بخش چگنی، دهستان دوره، جنوب روستای کچلوند                                                         | ۱۵۷۲۷     | ۱۳۸۵/۰۵/۰۸ |       |
| ۱۵۰  | تپه کلی باز                          |                | اشکانی                                                                           | بخش چگنی، دهستان دوره، ۲۰۰متری شمال روستای میشکور                                                 | ۱۵۷۲۸     | ۱۳۸۵/۰۵/۰۸ |       |
| ۱۵۱  | تپه برکه                             |                | تاریخی تا قرون اولیه اسلامی                                                      | بخش چگنی، دهستان دوره، یک کیلومتری جنوب غربی روستای برکه                                          | ۱۵۷۲۹     | ۱۳۸۵/۰۵/۰۸ |       |
| ۱۵۲  | تپه گندابه                           |                | تاریخی                                                                           | بخش دوره چگنی، دهستان دوره، ۵۰ م جنوب شرق روستای گندابه                                           | ۱۵۷۳۰     | ۱۳۸۵/۰۵/۰۸ |       |
| ۱۵۳  | تپه زرین بان                         |                | اشکانی ـ ساسانی                                                                  | بخش دوره چگنی، دهستان تشکن، ۵۰۰ م جنوب غربی روستای کریه                                           | ۱۵۷۳۱     | ۱۳۸۵/۰۵/۰۸ |       |
| ۱۵۴  | تپه تنوره بان                        |                | اشکانی                                                                           | بخش دوره چگنی، دهستان تشکن، ۵۰۰ م جنوب شرقی روستای پیر شمس الدین                                  | ۱۵۷۳۲     | ۱۳۸۵/۰۵/۰۸ |       |
| ۱۵۵  | تپه سرکمره                           |                | کلکولیتیک ـ ساسانی                                                               | بخش دوره چگنی، دهستان دوره، ۳۰۰ م جنوب روستای گندابه                                              | ۱۵۷۳۳     | ۱۳۸۵/۰۵/۰۸ |       |
| ۱۵۶  | محوطه چم کمه                         |                | اواخر اشکانی ـ ساسانی                                                            | بخش دوره چگنی، دهستان کشکان، ۵۰۰ م غرب روستای درمره                                               | ۱۵۷۳۴     | ۱۳۸۵/۰۵/۰۸ |       |
| ۱۵۷  | تپه و بقایای انبار آب                |                | ایلخانی ـ صفوی                                                                   | بخش دوره چگنی، دهستان دوره، ۸۰۰ م شرق روستای میشکور                                               | ۱۵۷۳۵     | ۱۳۸۵/۰۵/۰۸ |       |
| ۱۵۸  | محوطه کلگه درب چاه                   |                | اواخر اشکانی ـ ساسانی                                                            | بخش دوره چگنی، دهستان دوره، ۶۰۰ م شمال روستای درب چاه                                             | ۱۵۷۳۶     | ۱۳۸۵/۰۵/۰۸ |       |
| ۱۵۹  | محوطه چنار                           |                | اشکانی ـ ساسانی                                                                  | بخش دوره چگنی، دهستان دوره، ۳۰۰ م جنوب غربی روستای چنار میشاخور                                   | ۱۵۷۳۷     | ۱۳۸۵/۰۵/۰۸ |       |
| ۱۶۰  | تپه دستچاله شمالی                    |                | تاریخی                                                                           | بخش چگنی، دهستان تشکن، ۳۰متری جنوب روستای بن مزرعه                                                | ۱۵۷۳۸     | ۱۳۸۵/۰۵/۰۸ |       |
| ۱۶۱  | تپه کور گور                          |                | مفرغ ـ اشکانی ـ ساسانی                                                           | بخش چگنی، دهستان دوره، ۳۰۰متری جنوب روستای گلزار                                                  | ۱۵۷۳۹     | ۱۳۸۵/۰۵/۰۸ |       |
| ۱۶۲  | تپه پیرشمس الدین                     |                | مس ـ سنگ                                                                         | بخش چگنی، دهستان تشکن، ۳۰۰متری شرق روستای پیر شمس الدین                                           | ۱۵۷۴۰     | ۱۳۸۵/۰۵/۰۸ |       |
| ۱۶۳  | پناهگاه صخرهای بزآب                  |                | تاریخی                                                                           | بخش چگنی، دهستان دوره، ۲/۵ کیلومتری شمال غربی روستای بزآب                                         | ۱۵۷۴۱     | ۱۳۸۵/۰۵/۰۸ |       |
| ۱۶۴  | تپه شتره                             |                | ساسانی                                                                           | بخش چگنی، دهستان تشکن، ۲۰۰متری شمال غربی روستای چم داود                                           | ۱۵۷۴۲     | ۱۳۸۵/۰۵/۰۸ |       |
| ۱۶۵  | قبرستان درمرو                        |                | قاجار ـ پهلوی                                                                    | بخش چگنی، دهستان دوره، ۱/۳کیلومتر ی جنوب روستای برکه                                              | ۱۵۷۴۳     | ۱۳۸۵/۰۵/۰۸ |       |
| ۱۶۶  | تپه باغبانان ۱                       |                | قرون میانی اسلامی                                                                | بخش پاپی، دهستان گریت، ۸۰۰ م شمال غربی روستای پری مرده                                            | ۱۶۹۹۳     | ۱۳۸۵/۱۱/۰۸ |       |
| ۱۶۷  | تپه چشمه پریان                       |                | قرون اولیه اسلامی                                                                | بخش پاپی، دهستان سپید دشت، ۱۰۰ م شرق روستای چشمه پریان                                            | ۱۶۹۹۴     | ۱۳۸۵/۱۱/۰۸ |       |
| ۱۶۸  | تپه کوشک ایروه                       |                | مس سنگی ـ مفرغ                                                                   | بخش پاپی، دهستان سپیددشت، چنوب روستای ایروه                                                       | ۱۶۹۹۵     | ۱۳۸۵/۱۱/۰۸ |       |
| ۱۶۹  | قبرستان اسد گازه                     |                | قرون میانه اسلامی                                                                | بخش پاپی، دهستان سپید دشت، ۴۰۰ م جنوب غرب روستای گازه                                             | ۱۶۹۹۶     | ۱۳۸۵/۱۱/۰۸ |       |
| ۱۷۰  | قبرستان چنار گریت                    |                | قرون میانه اسلامی                                                                | بخش پاپی، دهستان گریت، ۲۰۰ م غرب روستای چنار گریت                                                 | ۱۶۹۹۷     | ۱۳۸۵/۱۱/۰۸ |       |
| ۱۷۱  | تپه شبناندر                          |                | قرون میانه اسلامی                                                                | بخش پاپی، دهستان سپیددشت، ۵۰۰ م شمال غرب روستای تپه شباندر                                        | ۱۶۹۹۸     | ۱۳۸۵/۱۱/۰۸ |       |
| ۱۷۲  | تپه ایروه ۱                          |                | قرون میانه اسلامی                                                                | بخش پاپی، دهستان سپید دشت، روستای ایروه                                                           | ۱۶۹۹۹     | ۱۳۸۵/۱۱/۰۸ |       |
| ۱۷۳  | تپه زنگولوار                         |                | قرون میانی اسلامی                                                                | بخش پاپی، دهستان گریت، روستای زنگولوار                                                            | ۱۷۰۰۰     | ۱۳۸۵/۱۱/۰۸ |       |
| ۱۷۴  | غار سنگ چوبه                         |                | نوسنگی                                                                           | بخش پاپی، دهستان سپید دشت، ۸۰۰ م شمال شرقی روستای کولوی                                           | ۱۷۰۰۱     | ۱۳۸۵/۱۱/۰۸ |       |
| ۱۷۵  | تپه خان‌آباد                          |                | عصر مفرغ ـ گودین III                                                             | بخش پاپی، دهستان سپید دشت، شرق روستای خان آباد                                                    | ۱۷۰۰۲     | ۱۳۸۵/۱۱/۰۸ |       |
| ۱۷۶  | پناهگاه اشگفت سرقلاع                 |                | پارینه سنگی جدید و فراپارینه سنگی                                                | بخش پاپی، دهستان سپید دشت، شمال روستای ایروه                                                      | ۱۷۰۰۳     | ۱۳۸۵/۱۱/۰۸ |       |
| ۱۷۷  | غار دراشگفت                          |                | پارینه سنگی جدید و فراپارینه سنگی                                                | بخش پاپی، دهستان سپید دشت، ۱۰۰۰ م شرق روستای دراشگفت                                              | ۱۷۰۰۴     | ۱۳۸۵/۱۱/۰۸ |       |
| ۱۷۸  | تپه بردکر۲                           |                | قرون میانی اسلامی                                                                | بخش پاپی، دهستان گریت، روستای بردکر سگوندی                                                        | ۱۷۰۰۵     | ۱۳۸۵/۱۱/۰۸ |       |
| ۱۷۹  | محوطه سرقلاع                         |                | هزاره اول ق‌م                                                                     | بخش پاپی، دهستان سپید دشت، شمال روستای ایروه                                                      | ۱۷۰۰۶     | ۱۳۸۵/۱۱/۰۸ |       |
| ۱۸۰  | تپه بردکر۱                           |                | قرون میانی اسلامی                                                                | بخش پاپی، دهستان گریت، روستای بردکر گراوندی                                                       | ۱۷۰۰۷     | ۱۳۸۵/۱۱/۰۸ |       |
| ۱۸۱  | تپه زریته پسیل                       |                | قرون میانی اسلامی                                                                | بخش پاپی، دهستان سپید دشت، مرکز روستای پسیل                                                       | ۱۷۰۰۸     | ۱۳۸۵/۱۱/۰۸ |       |
| ۱۸۲  | تپه دراشکفت ۲                        |                | هزاره ۳ و ۴ ق‌م                                                                   | بخش پاپی، دهستان سپید دشت، ۱۵۰ م شرق روستای دراشگفت                                               | ۱۷۰۰۹     | ۱۳۸۵/۱۱/۰۸ |       |
| ۱۸۳  | تپه چناره شوره                       |                | قرون میانی اسلامی                                                                | بخش پاپی، دهستان گریت، روستای چنارشوره                                                            | ۱۷۰۱۰     | ۱۳۸۵/۱۱/۰۸ |       |
| ۱۸۴  | تپه پسیل                             |                | قرون میانی اسلامی                                                                | بخش پاپی، دهستان سپید دشت، ۲۰۰ م شرق روستای پسیل                                                  | ۱۷۰۱۱     | ۱۳۸۵/۱۱/۰۸ |       |
| ۱۸۵  | تپه قلعه مهرعلی ۱                    |                | قرون میانی اسلامی                                                                | بخش پاپی، دهستان گریت، روستای قلعه مهر علی                                                        | ۱۷۰۱۲     | ۱۳۸۵/۱۱/۰۸ |       |
| ۱۸۶  | تپه گازه ۱                           |                | قرون میانی اسلامی                                                                | بخش پاپی، دهستان سپید دشت، روستای گازه                                                            | ۱۷۰۱۳     | ۱۳۸۵/۱۱/۰۸ |       |
| ۱۸۷  | تپه باغبانان ۲                       |                | قرون میانی اسلامی                                                                | بخش پاپی، دهستان گریت، ۲۰۰ م شمال غربی روستای پری مرده                                            | ۱۷۰۱۴     | ۱۳۸۵/۱۱/۰۸ |       |
| ۱۸۸  | پناهگاه دراشگفت                      |                | پارینه سنگی جدید و فراپارینه سنگی                                                | بخش پاپی، دهستان سپید دشت، حد فاصل روستاهای دره انارون و دراشگفت، ۲۵۰۰ م شرق روستای دراشگفت       | ۱۷۰۱۵     | ۱۳۸۵/۱۱/۰۸ |       |
| ۱۸۹  | تپه دراشگفت ۱                        |                | هزاره اول ق‌م                                                                     | بخش پاپی، دهستان سپید دشت، ۲۵۰ م جنوب شرقی روستای دراشگفت                                         | ۱۷۰۱۶     | ۱۳۸۵/۱۱/۰۸ |       |
| ۱۹۰  | تپه چشمه کره                         |                | قرون میانه اسلامی                                                                | بخش پاپی، دهستان گریت، ۲۰۰ م شرق روستای چشمه کره                                                  | ۱۷۰۱۷     | ۱۳۸۵/۱۱/۰۸ |       |
| ۱۹۱  | تپه چشمه پریان ۲                     |                | قرون میانه اسلامی                                                                | بخش پاپی، دهستان سپیددشت، ۱۵۰ م جنوب غرب روستای چشمه پریان                                        | ۱۷۰۱۸     | ۱۳۸۵/۱۱/۰۸ |       |
| ۱۹۲  | امامزاده صاوون                       |                | اسلامی (سلجوقی ـ صفوی ـ قاجاریه)                                                 | بخش پاپی، دهستان سپید دشت، یک کیلومتری جنوب روستای آب شباندر                                      | ۱۷۰۱۹     | ۱۳۸۵/۱۱/۰۸ |       |
| ۱۹۳  | تپه ایروه ۲                          |                | قرون میانه اسلامی                                                                | بخش پاپی، دهستان سپیددشت، ۵۰۰ متری شرق روستای ایروه                                               | ۱۷۰۲۰     | ۱۳۸۵/۱۱/۰۸ |       |
| ۱۹۴  | تپه اسد گازه                         |                | قرون اولیه اسلامی                                                                | بخش پاپی، دهستان سپید دشت، روستای گازه                                                            | ۱۷۰۲۱     | ۱۳۸۵/۱۱/۰۸ |       |
| ۱۹۵  | تپه کولوی                            |                | فرون میانه اسلامی                                                                | بخش پاپی، دهستان گریت، روستای کولوی                                                               | ۱۷۰۲۲     | ۱۳۸۵/۱۱/۰۸ |       |
| ۱۹۶  | محوطه رانه                           |                | قرون میانه اسلامی                                                                | بخش پاپی، دهستان سپیددشت، ۶۰۰۰ م شمال غرب روستای گازه                                             | ۱۷۰۲۳     | ۱۳۸۵/۱۱/۰۸ |       |
| ۱۹۷  | تپه و قبرستان رانه                   |                | قرون میانه اسلامی                                                                | بخش پاپی، دهستان سپید دشت، ۶۵۰۰ م شمال غرب روستای گازه                                            | ۱۷۰۲۴     | ۱۳۸۵/۱۱/۰۸ |       |
| ۱۹۸  | تپه دره اناران                       |                | فرا پارینه سنگی                                                                  | بخش پاپی، دهستان سپید دشت، ۸۰ م جنوب روستای دره اناران                                            | ۱۷۰۲۵     | ۱۳۸۵/۱۱/۰۸ |       |
| ۱۹۹  | تپه گازه ۲                           |                | هزاره اول ق‌م                                                                     | بخش پاپی، دهستان سپید دشت، ۵۰۰ م روستای گازه                                                      | ۱۷۰۲۶     | ۱۳۸۵/۱۱/۰۸ |       |
| ۲۰۰  | تپه چغارونی                          |                | نوسنگی                                                                           | بخش پاپی، دهستان سپید دشت، ۸ کیلومتری شمال غربی روستای گازه، منطقه رونه                           | ۱۷۰۲۷     | ۱۳۸۵/۱۱/۰۸ |       |
| ۲۰۱  | تپه خانجان                           |                | قرون میانی اسلامی                                                                | بخش پاپی، دهستان گریت، ۵۰۰ م غرب روستای قلعه خانجان                                               | ۱۷۰۲۸     | ۱۳۸۵/۱۱/۰۸ |       |
| ۲۰۲  | تپه قلعه مهرعلی ۲                    |                | قرون میانی اسلامی                                                                | بخش پاپی، دهستان گریت، روستای قلعه مهرعلی                                                         | ۱۷۰۲۹     | ۱۳۸۵/۱۱/۰۸ |       |
| ۲۰۳  | تپه سراب جلدان ۲                     |                | قرون میانی اسلامی                                                                | بخش پاپی، دهستان گریت، ۵۰۰ م غرب روستای سراب جلدان                                                | ۱۷۰۳۰     | ۱۳۸۵/۱۱/۰۸ |       |
| ۲۰۴  | قلعه چنار گریت                       |                | قرون میانی اسلامی                                                                | بخش پاپی، دهستان گریت، ۱۰۰ م شمال شرقی روستای چنار گریت                                           | ۱۷۰۳۱     | ۱۳۸۵/۱۱/۰۸ |       |
| ۲۰۵  | گورستان باستانی قلاع                 |                | عصر آهن                                                                          | بخش پاپی، دهستان سپید دشت، ۱۰۰ م شمال روستای ایروه                                                | ۱۷۰۴۵     | ۱۳۸۵/۱۱/۰۸ |       |
| ۲۰۶  | محوطه سالی                           |                | تاریخی ـ قرون میانه اسلامی                                                       | بخش مرکز ی، دهستان کرگاه شرقی، روستای سالی                                                        | ۱۸۱۳۱     | ۱۳۸۵/۱۲/۲۲ |       |
| ۲۰۷  | غار خارزار                           |                | تاریخی                                                                           | بخش مرکزی، دهستان کرگاه شرقی، ر وستاس خارزار آبی                                                  | ۱۸۱۳۲     | ۱۳۸۵/۱۲/۲۲ |       |
| ۲۰۸  | محوطه سید رحم خدا                    |                | قرون میانه اسلامی                                                                | بخش مرکزی، دهستان کرگاه شرقی، روستای سرخه ده علیا                                                 | ۱۸۱۳۳     | ۱۳۸۵/۱۲/۲۲ |       |
| ۲۰۹  | تپه دیناروند سفلی                    |                | تاریخی                                                                           | بخش مرکزی، دهستان کرگاه شرقی، ر وستای دیناروند سفلی                                               | ۱۸۱۳۴     | ۱۳۸۵/۱۲/۲۲ |       |
| ۲۱۰  | تپه سفره                             |                | تاریخی ـ قرون اولیه و میانه اسلامی                                               | بخش مرکزی، دهستان کرگاه شرقی، روستای سالی بزرگ                                                    | ۱۸۱۳۵     | ۱۳۸۵/۱۲/۲۲ |       |
| ۲۱۱  | تپه خاکی                             |                | کالکولتیک                                                                        | بخش مرکزی، دهستان کرگاه شرقی، روستای دیناروند علیا                                                | ۱۸۱۳۶     | ۱۳۸۵/۱۲/۲۲ |       |
| ۲۱۲  | تپه شماره یک دیناروند علیا           |                | کالکولتیک ـ تاریخی                                                               | بخش مرکزی، دهستان کرگاه شرقی، روستای دیناروند علیا                                                | ۱۸۱۳۷     | ۱۳۸۵/۱۲/۲۲ |       |
| ۲۱۳  | تپه دوش                              |                | تاریخی                                                                           | بخش دوره چگنی، دهستان تشکن، ۲۰۰ م شمال غربی روستای دوش برآفتاب                                    | ۱۸۱۳۸     | ۱۳۸۵/۱۲/۲۲ |       |
| ۲۱۴  | تپه سالی                             |                | تاریخی تا قرون اولیه اسلامی                                                      | بخش مرکزی، دهستان کرگاه شرقی، روستای سالی                                                         | ۱۸۱۳۹     | ۱۳۸۵/۱۲/۲۲ |       |
| ۲۱۵  | گورستان در اشکفت                     |                | تاریخی                                                                           | بخش مرکزی، دهستان کرگاه شرقی، روستای دراشکفت                                                      | ۱۸۱۴۰     | ۱۳۸۵/۱۲/۲۲ |       |
| ۲۱۶  | تپه سرخه ده علیا                     |                | تاریخی ـ قرون ۷ ق                                                                | بخش مرکزی، دهستان کرگاه شرقی، روستای سرخه ده علیا                                                 | ۱۸۱۴۱     | ۱۳۸۵/۱۲/۲۲ |       |
| ۲۱۷  | تپه بازگیر                           |                | تاریخی ـ قرون میانه اسلامی                                                       | بخش مرکزی، دهستان کرگاه شرقی، روستای دیناروند علیا                                                | ۱۸۱۴۲     | ۱۳۸۵/۱۲/۲۲ |       |
| ۲۱۸  | گورستان گوربچه                       |                | تاریخی                                                                           | بخش مرکزی، دهستان کرگاه شرقی، روستای سرخه ده سفلی                                                 | ۱۸۱۴۳     | ۱۳۸۵/۱۲/۲۲ |       |
| ۲۱۹  | محوطه سرکلک                          |                | هزاره ۳ ق‌م ـ تاریخی ـ قرون میانه اسلامی                                          | بخش مرکزی، دهستان کرگاه شرقی، روستای چوب تراش                                                     | ۱۸۱۴۴     | ۱۳۸۵/۱۲/۲۲ |       |
| ۲۲۰  | تپه چشمه قرقره                       |                | مس و سنگ                                                                         | بخش دوره چگنی، دهستان دوره، ۱/۵ کیلومتری غرب روستای مله امیری                                     | ۱۸۱۴۵     | ۱۳۸۵/۱۲/۲۲ |       |
| ۲۲۱  | تپه مریژلو ۲                         |                | تاریخی                                                                           | بخش دوره چگنی، دهستان دوره، ۲۰۰ م شرق روستای ریخان                                                | ۱۸۱۴۶     | ۱۳۸۵/۱۲/۲۲ |       |
| ۲۲۲  | تپه توکه ۴                           |                | تاریخی                                                                           | بخش دوره چگنی، دهستان کشکان، یک کیلومتری جنوب غربی روستای خاطره                                   | ۱۸۱۴۷     | ۱۳۸۵/۱۲/۲۲ |       |
| ۲۲۳  | تپه کهنی کیسل                        |                | تاریخی                                                                           | بخش دوره چگنی، دهستان کشکان، ۴۰۰ م شرق روستای ورپل                                                | ۱۸۱۴۸     | ۱۳۸۵/۱۲/۲۲ |       |
| ۲۲۴  | تپه توکه ۱                           |                | تاریخی                                                                           | بخش دوره چگنی، دهستان کشکان، یک کیلومتری جنوب روستای خاطره                                        | ۱۸۱۴۹     | ۱۳۸۵/۱۲/۲۲ |       |
| ۲۲۵  | تپه داود مالگه                       |                | تاریخی                                                                           | دهستان کشکان، ۳۰۰ م شمال روستای گرمورت رمضان آباد                                                 | ۱۸۱۵۰     | ۱۳۸۵/۱۲/۲۲ |       |
| ۲۲۶  | تپه بلیلوند                          |                | تاریخی                                                                           | بخش مرکز ی، دهستان کرگاه شرقی، روستای بلیلوند                                                     | ۱۸۱۵۱     | ۱۳۸۵/۱۲/۲۲ |       |
| ۲۲۷  | گورستان ونایی                        |                | مفرغ                                                                             | بخش مرکزی، دهستان کرگاه شرقی، روستای ونایی                                                        | ۱۸۱۵۲     | ۱۳۸۵/۱۲/۲۲ |       |
| ۲۲۸  | گورستان خارزارآبی                    |                | تاریخی                                                                           | بخش مرکزی، دهستان کرگاه شرقی، روستای خارزار آبی                                                   | ۱۸۱۵۳     | ۱۳۸۵/۱۲/۲۲ |       |
| ۲۲۹  | محوطه سر پله                         |                | کالکولتیک                                                                        | بخش مرکزی، دهستان کرگاه شرقی، روستای سر پله                                                       | ۱۸۱۵۵     | ۱۳۸۵/۱۲/۲۲ |       |
| ۲۳۰  | تپه درمران                           |                | آهن                                                                              | بخش دوره چگنی، دهستان دوره، ۷۰۰ م جنوب روستای برکه                                                | ۱۸۱۵۸     | ۱۳۸۵/۱۲/۲۲ |       |
| ۲۳۱  | تپه چپه جو                           |                | تاریخی                                                                           | بخش دوره چگنی، دهستان کشکان، ۳۰۰ م شمال روستای کلهو                                               | ۱۸۱۵۹     | ۱۳۸۵/۱۲/۲۲ |       |
| ۲۳۲  | تپه زیر راه علی‌مردان‌خانی             |                | تاریخی                                                                           | بخش دوره چگنی، دهستان تشکن، ۲۰۰ م غرب روستای کریه ۲                                               | ۱۸۱۶۰     | ۱۳۸۵/۱۲/۲۲ |       |
| ۲۳۳  | تپه چشمه زق                          |                | اواخر اشکانی ـ اوایل ساسانی                                                      | بخش دور چگنی، دهستان تشکن، ۵۰۰ م شمال روستای چم داود                                              | ۱۸۱۶۱     | ۱۳۸۵/۱۲/۲۲ |       |
| ۲۳۴  | تپه آبتاف                            |                | آهن                                                                              | بخش دوره چگنی، دهستان تشکن، حدود ۷۰۰ م شمال روستای چشمه زمزم                                      | ۱۸۱۶۲     | ۱۳۸۵/۱۲/۲۲ |       |
| ۲۳۵  | تپه لیژه میر علی خانی                |                | تاریخی                                                                           | بخش دوره چگنی، دهستان تشکن، یک کیلومتری جنوب غربی روستای کریه ۲                                   | ۱۸۱۶۳     | ۱۳۸۵/۱۲/۲۲ |       |
| ۲۳۶  | تپه رواهل                            |                | کالکولتیک                                                                        | بخش مرکزی، دهستان کرگاه شرقی، روستای دیناروند علیا                                                | ۱۸۱۶۴     | ۱۳۸۵/۱۲/۲۲ |       |
| ۲۳۷  | تپه قلعه ارمنی                       |                | تاریخی ـ اویل اسلامی                                                             | بخش مرکزی، دهستان کرگاه شرقی، روستای چوب تراش                                                     | ۱۸۱۶۵     | ۱۳۸۵/۱۲/۲۲ |       |
| ۲۳۸  | گورستان دارایی                       |                | تاریخی ـ قرون متاخر اسلامی                                                       | بخش مرکزی، دهستان کرگاه شرقی، روستای دارایی                                                       | ۱۸۱۶۸     | ۱۳۸۵/۱۲/۲۲ |       |
| ۲۳۹  | غار چشمه سرخه                        |                | کالکولتیک                                                                        | بخش مرکزی، دهستان کرگاه شرقی، روستای چشمه سرخه                                                    | ۱۸۱۶۹     | ۱۳۸۵/۱۲/۲۲ |       |
| ۲۴۰  | تپه کوزه وا                          |                | تاریخی                                                                           | بخش دوره چگینی، دهستان کشکان، ۵۰ م شمال روستای بلوط بان                                           | ۱۸۱۷۰     | ۱۳۸۵/۱۲/۲۲ |       |
| ۲۴۱  | تپه عادل خانی                        |                | تاریخی                                                                           | بخش دوره چگنی، دهستان تشکن، ۳۰۰ م جنوب روستای کریه ۲                                              | ۱۸۱۷۱     | ۱۳۸۵/۱۲/۲۲ |       |
| ۲۴۲  | تپه دره دراز                         |                | تاریخی                                                                           | بخش دوره چگنی، دهستان تشکن، یک کیلومتری شمال روستای چم داود                                       | ۱۸۱۷۲     | ۱۳۸۵/۱۲/۲۲ |       |
| ۲۴۳  | تپه آسمان دول                        |                | تاریخی                                                                           | بخش دوره چگنی، دهستان تشکن، دو کیلومتری شمال روستای چشمه زمزم                                     | ۱۸۱۷۳     | ۱۳۸۵/۱۲/۲۲ |       |
| ۲۴۴  | تپه ریخته‌کوب                         |                | مفرغ ـ آهن                                                                       | بخش دوره چگنی، دهستان کشکان، ۳۰۰ م شرق روستای ریخته کوب                                           | ۱۸۱۷۴     | ۱۳۸۵/۱۲/۲۲ |       |
| ۲۴۵  | تپه ده‌بنه                            |                | آهن                                                                              | بخش دوره چگنی، دهستان کشکان، ۳۰۰ م شمال شرق روستای بلوط بان                                       | ۱۸۱۷۵     | ۱۳۸۵/۱۲/۲۲ |       |
| ۲۴۶  | تپه گله جار ۱                        |                | تاریخی                                                                           | بخش دوره چگنی، دهستان کشکان، ۱/۵ کیلومتری جنوب شرق روستای گرکز                                    | ۱۸۱۷۶     | ۱۳۸۵/۱۲/۲۲ |       |
| ۲۴۷  | تپه هیگه                             |                | تاریخی                                                                           | بخش دوره چگنی، دهستان کشکان، ۳۰۰ م شمال روستای چرخستانه                                           | ۱۸۱۷۷     | ۱۳۸۵/۱۲/۲۲ |       |
| ۲۴۸  | تپه زک جار                           |                | تاریخی                                                                           | بخش دوره چگنی، دهستان کشکان، ۴ کیلومتری جنوب روستای چم دانه                                       | ۱۸۱۷۸     | ۱۳۸۵/۱۲/۲۲ |       |
| ۲۴۹  | پناهگاه صخره‌ای درمران                |                | مفرغ                                                                             | بخش دوره چگنی، دهستان دوره، ۷۰۰ م جنوب روستای برکه                                                | ۱۸۱۷۹     | ۱۳۸۵/۱۲/۲۲ |       |
| ۲۵۰  | تپه چشمه حواسی                       |                | تاریخی                                                                           | بخش دوره چگنی، دهستان کشکان، یک کیلومتری غرب روستای خاطره                                         | ۱۸۱۸۰     | ۱۳۸۵/۱۲/۲۲ |       |
| ۲۵۱  | تپه خارزارآبی                        |                | کالکولتیک ـ تاریخی                                                               | بخش مرکزی، دهستان کرگاه شرقی، روستای خارزار آبی                                                   | ۱۸۱۸۱     | ۱۳۸۵/۱۲/۲۲ |       |
| ۲۵۲  | تپه هیگه چال پشی                     |                | تاریخی                                                                           | بخش دوره چگنی، دهستان کشکان، ۵۰۰ م شمال غربی روستای چرخستانه                                      | ۱۸۱۸۲     | ۱۳۸۵/۱۲/۲۲ |       |
| ۲۵۳  | تپه توکه ۳                           |                | تاریخی                                                                           | بخش دوره چگنی، دهستان کشکان، ۹۰۰ م جنوب روستای خاطره                                              | ۱۸۱۸۳     | ۱۳۸۵/۱۲/۲۲ |       |
| ۲۵۴  | تپه کلاته گله جار                    |                | مفرغ                                                                             | بخش دوره چگنی، دهستان کشکان، دو کیلومتری جنوب روستای گرکز                                         | ۱۸۱۸۴     | ۱۳۸۵/۱۲/۲۲ |       |
| ۲۵۵  | محوطه مسطح دارایی                    |                | تاریخی                                                                           | بخش مرکزی، دهستان کرگاه شرقی، روستای دارایی                                                       | ۱۸۱۸۵     | ۱۳۸۵/۱۲/۲۲ |       |
| ۲۵۶  | تپه ناصروند ۲                        |                | نوسنگی ـ مس و سنگ                                                                | بخش مرکزی، دهستان کرگاه شرقی، روستای ناصروند                                                      | ۱۸۱۸۶     | ۱۳۸۵/۱۲/۲۲ |       |
| ۲۵۷  | محوطه ناصروند ۳                      |                | نوسنگی                                                                           | بخش مرکزی، دهستان کرگاه شرقی، روستای ناصروند                                                      | ۱۸۱۸۷     | ۱۳۸۵/۱۲/۲۲ |       |
| ۲۵۸  | محوطه سرخ ده سفلی ۱                  |                | تاریخی                                                                           | بخش مرکزی، دهستان کرگاه شرقی، روستای سرخ ده سفلی                                                  | ۱۸۱۸۸     | ۱۳۸۵/۱۲/۲۲ |       |
| ۲۵۹  | تپه ده‌باقر                           |                | کالکولیتیک                                                                       | بخش مرکز ی، دهستان کرگاه شرقی، روستای ده باقر                                                     | ۱۸۱۸۹     | ۱۳۸۵/۱۲/۲۲ |       |
| ۲۶۰  | محوطه انگز                           |                | هزاره ۳ ق. م ـ تاریخی قرون میانه اسلامی                                          | بخش مرکزی، دهستان کرگاه شرقی، روستای انگز                                                         | ۱۸۱۹۰     | ۱۳۸۵/۱۲/۲۲ |       |
| ۲۶۱  | تپه چالاب                            |                | نوسنگی ـ مس و سنگ                                                                | بخش دوره چگنی، دهستان تشکن، ۱/۵ کیلومتری جنوب غربی روستای کله بان ۲                               | ۱۸۱۹۱     | ۱۳۸۵/۱۲/۲۲ |       |
| ۲۶۲  | تپه رضایی                            |                | تاریخی                                                                           | بخش دوره چگنی، دهستان دوره، ۳۰۰ م جنوب شرقی روستای مله امیری                                      | ۱۸۱۹۲     | ۱۳۸۵/۱۲/۲۲ |       |
| ۲۶۳  | تپه سله تان                          |                | تاریخی                                                                           | بخش دوره چگنی، دهستان کشکان، ۶۰۰ م شمال روستای خانه سرخ                                           | ۱۸۱۹۳     | ۱۳۸۵/۱۲/۲۲ |       |
| ۲۶۴  | تپه گورستان اردومالگه                |                | آهن II                                                                           | بخش دوره چگنی، دهستان تشکن، ۱۰۰ م جنوب غربی روستای چم داود                                        | ۱۸۱۹۴     | ۱۳۸۵/۱۲/۲۲ |       |
| ۲۶۵  | تپه ناصروند ۱                        |                | کالکولتیک ـ تاریخی                                                               | بخش مرکزی، دهستان کرگاه شرقی، روستای ناصروند                                                      | ۱۸۲۰۴     | ۱۳۸۵/۱۲/۲۲ |       |
| ۲۶۶  | محوطه چیه                            |                | تاریخی                                                                           | بخش دوره چگینی، دهستان تشکن، ۹۰۰ م جنوب روستای کریه ۲                                             | ۱۸۲۱۱     | ۱۳۸۵/۱۲/۲۲ |       |
| ۲۶۷  | تپه قبرکش                            |                | تاریخی                                                                           | بخش دوره چگینی، دهستان کشکان، یک کیلومتری شمال روستا بلوط بان                                     | ۱۸۲۱۲     | ۱۳۸۵/۱۲/۲۲ |       |
| ۲۶۸  | تپه سر کمره                          |                | تاریخی                                                                           | بخش دوره چگنی، دهستان کشکان، یک کیلومتری جنوب غربی روستای گرمورت رمضان آباد                       | ۱۸۲۱۳     | ۱۳۸۵/۱۲/۲۲ |       |
| ۲۶۹  | تپه گله جار ۲                        |                | آهن III                                                                          | بخش دوره چگنی، دهستان کشکان، ۱/۵ کیلومتری جنوب شرقی روستای گرکز                                   | ۱۸۲۱۴     | ۱۳۸۵/۱۲/۲۲ |       |
| ۲۷۰  | تپه چنار علیا                        |                | مفرغ                                                                             | بخش دوره چگنی، دهستان تشکن، ۵۰ م شمال روستای چنارعلیا                                             | ۱۸۲۱۵     | ۱۳۸۵/۱۲/۲۲ |       |
| ۲۷۱  | تپه گچ کو                            |                | تاریخی                                                                           | بخش دوره چگنی، دهستان تشکن، ۲/۵ کیلومتری غرب روستای کله بان ۱                                     | ۱۸۲۱۶     | ۱۳۸۵/۱۲/۲۲ |       |
| ۲۷۲  | تپه توکه ۲                           |                | آهن                                                                              | بخش دوره چگنی، دهستان کشکان، یک کیلومتری جنوب روستای خاطره                                        | ۱۸۲۱۹     | ۱۳۸۵/۱۲/۲۲ |       |
| ۲۷۳  | تپه پیر سمه الدین                    |                | تاریخی                                                                           | بخش دوره چگنی، دهستان کشکان، ۵۰۰ م شمال شرق روستای بلوط بان                                       | ۱۸۲۲۰     | ۱۳۸۵/۱۲/۲۲ |       |
| ۲۷۴  | تپه سیاکو                            |                | تاریخی                                                                           | بخش دوره چگنی، دهستان کشکان، یک کیلومتری شمال روستای بلوط بان                                     | ۱۸۲۲۱     | ۱۳۸۵/۱۲/۲۲ |       |
| ۲۷۵  | تپه هیگه زیر جاده                    |                | تاریخی                                                                           | بخش دوره چگنی، دهستان کشکان، ۲۰۰ م شمال روستای چرخستانه                                           | ۱۸۲۲۲     | ۱۳۸۵/۱۲/۲۲ |       |
| ۲۷۶  | تپه بردگلو                           |                | مفرغ                                                                             | بخش دوره چگنی، دهستان کشکان، یک کیلومتری غرب روستای کریه ۲                                        | ۱۸۲۲۳     | ۱۳۸۵/۱۲/۲۲ |       |
| ۲۷۷  | تپه پی اته                           |                | ساسانی                                                                           | بخش دوره چگنی، دهستان تشکن، ۳۵۰ م غرب روستای دوش برآفتاب                                          | ۱۸۲۲۴     | ۱۳۸۵/۱۲/۲۲ |       |
| ۲۷۸  | تپه صید نعمت مرده                    |                | تاریخی                                                                           | بخش دوره چگنی، دهستان تشکن، ۱/۷ کیلومتری جنوب غربی روستای کله بان ۲                               | ۱۸۲۲۵     | ۱۳۸۵/۱۲/۲۲ |       |
| ۲۷۹  | تپه خانه سرخ                         |                | تاریخی                                                                           | بخش دوره چگنی، دهستان کشکان، ۲۰۰ م جنوب روستای خانه سرخ                                           | ۱۸۲۲۶     | ۱۳۸۵/۱۲/۲۲ |       |
| ۲۸۰  | تپه مریژلو ۱                         |                | تاریخی                                                                           | بخش دوره چگنی، دهستان دوره، ۱۰۰ م شرق روستای ریخان                                                | ۱۸۲۲۷     | ۱۳۸۵/۱۲/۲۲ |       |
| ۲۸۱  | تپه سپل                              |                | تاریخی                                                                           | بخش دوره چگنی، دهستان تشکن، روستای کریه دو                                                        | ۱۸۲۲۸     | ۱۳۸۵/۱۲/۲۲ |       |
| ۲۸۲  | تپه چنگر خدا                         |                | تاریخی                                                                           | بخش دوره چگنی، دهستان کشکان، ۴ کیلومتری غرب روستای سیاه چم                                        | ۱۸۲۲۹     | ۱۳۸۵/۱۲/۲۲ |       |
| ۲۸۳  | محوطه باغ وناب                       |                | تاریخی                                                                           | بخش پاپی، دهستان کشور، ۴۰۰ م جنوب غرب روستای باغ و ناب                                            | ۱۸۴۲۸     | ۱۳۸۵/۱۲/۲۸ |       |
| ۲۸۴  | تپه شیفه                             |                | آهن ـ اشکانی                                                                     | بخش ویسیان، دهستان شوراب، روستای تل سالار                                                         | ۱۸۵۱۰     | ۱۳۸۵/۱۲/۲۸ |       |
| ۲۸۵  | محوطه هله تل                         |                | آهن ـ اشکانی                                                                     | بخش ویسیان، دهستان شوراب، روستای هله تل                                                           | ۱۸۵۱۱     | ۱۳۸۵/۱۲/۲۸ |       |
| ۲۸۶  | زیارت گاه پیش خان                    |                | قرون میانه اسلامی                                                                | بخش ویسیان، دهستان شوراب، روستای تل محمد میرزا                                                    | ۱۸۵۱۲     | ۱۳۸۵/۱۲/۲۸ |       |
| ۲۸۷  | محوطه امان‌الله ۲                     |                | هزاره ۵ ق‌م                                                                       | بخش ویسیان، دهستان شوراب، روستای تل امان اله                                                      | ۱۸۵۱۳     | ۱۳۸۵/۱۲/۲۸ |       |
| ۲۸۸  | تپه سبز گربید                        |                | آهن                                                                              | بخش ویسیان، دهستان شوراب، روستای گربید                                                            | ۱۸۵۱۴     | ۱۳۸۵/۱۲/۲۸ |       |
| ۲۸۹  | غار سروره                            |                | میان سنگی ـ نوسنگی                                                               | بخش ویسیان، دهستان شوراب، روستای غلامان سفلی                                                      | ۱۸۵۱۵     | ۱۳۸۵/۱۲/۲۸ |       |
| ۲۹۰  | محوطه گور مرادی                      |                | اشکانی ـ ساسانی ـ قرون اولیه اسلامی                                              | بخش ویسیان، دهستان شوراب، روستای نجم سهیلی                                                        | ۱۸۵۱۶     | ۱۳۸۵/۱۲/۲۸ |       |
| ۲۹۱  | قلعه چشمه سرد                        |                | اشکانی                                                                           | بخش ویسیان، دهستان شوراب، روستای شوراب علیا (معدن گچ)                                             | ۱۸۵۱۷     | ۱۳۸۵/۱۲/۲۸ |       |
| ۲۹۲  | محوطه بلبل آب                        |                | آهن ۳                                                                            | بخش ویسیان، دهستان شوراب، روستای شوراب علیا (معدن گچ)                                             | ۱۸۵۱۸     | ۱۳۸۵/۱۲/۲۸ |       |
| ۲۹۳  | گورستان جودل دل ۲                    |                | ساسانی ـ قرون اولیه اسلامی                                                       | بخش ویسیان، دهستان شوراب، روستای جودل دل                                                          | ۱۸۵۱۹     | ۱۳۸۵/۱۲/۲۸ |       |
| ۲۹۴  | گورستان جو دل دل ۱                   |                | قاجاریه ـ پهلوی                                                                  | بخش ویسیان، دهستان شوراب، روستای جو دل دل                                                         | ۱۸۵۲۰     | ۱۳۸۵/۱۲/۲۸ |       |
| ۲۹۵  | تپه سرماز                            |                | اشکانی ـ ساسانی                                                                  | بخش ویسیان، دهستان شوراب، روستای جو دل دل                                                         | ۱۸۵۲۴     | ۱۳۸۵/۱۲/۲۸ |       |
| ۲۹۶  | تپه کله جوب                          |                | کالکولتیک ـ آهن                                                                  | بخش زاغه، دهستان قائد رحمت، روستای کله جوب                                                        | ۱۸۵۲۶     | ۱۳۸۵/۱۲/۲۸ |       |
| ۲۹۷  | تپه ماشالله تقی‌آباد                  |                | مفرغ ـ آهن                                                                       | بخش زاغه، دهستان زاغه، روستای تقی‌آباد                                                             | ۱۸۵۲۷     | ۱۳۸۵/۱۲/۲۸ |       |
| ۲۹۸  | تپه ناز بانو                         |                | کالکولتیک ـ مفرغ ـ آهن ـ ساسانی                                                  | بخش زاغه، دهستان قائد رحمت، ۲۰۰ م جنوب غرب روستای خلیلان                                          | ۱۸۵۲۸     | ۱۳۸۵/۱۲/۲۸ |       |
| ۲۹۹  | تپه تقی‌آباد                          |                | کالکولتیک ـ هزاره ۴ ق‌م                                                           | بخش زاغه، دهستان زاغه، روستای تقی‌آباد                                                             | ۱۸۵۲۹     | ۱۳۸۵/۱۲/۲۸ |       |
| ۳۰۰  | تپه سیرک                             |                | کالکولتیک ـ هزاره ۴ ق‌م ـ تاریخی                                                  | بخش زاغه، دهستان زاغه، روستای سیرک                                                                | ۱۸۵۳۰     | ۱۳۸۵/۱۲/۲۸ |       |
| ۳۰۱  | تپه‌هادی‌آباد                          |                | تاریخی ـ قرون ۴ تا ۴ ه‍.ق                                                          | بخش زاغه، دهستان زاغه، روستای‌هادی آباد                                                            | ۱۸۵۳۱     | ۱۳۸۵/۱۲/۲۸ |       |
| ۳۰۲  | تپه کیووه                            |                | کالکولتیک ـ مفرغ ـ آهن                                                           | بخش زاغه، دهستان زاغه، ۶۰۰ م غرب روستای تقی‌آباد                                                   | ۱۸۵۳۲     | ۱۳۸۵/۱۲/۲۸ |       |
| ۳۰۳  | تپه گل نازاری                        |                | نیمه اول هزاره یک ق. م                                                           | بخش ویسیان، دهستان شوراب، روستای تل عجم                                                           | ۱۸۵۳۳     | ۱۳۸۵/۱۲/۲۸ |       |
| ۳۰۴  | تپه قنات                             |                | اشکانی                                                                           | بخش چغلوندی، دهستان بیرانوند جنوبی، روستای سرگول نمک                                              | ۱۸۵۳۴     | ۱۳۸۵/۱۲/۲۸ |       |
| ۳۰۵  | تپه حق سور                           |                | تاریخی                                                                           | بخش پاپی، دهستان کشور، روستای حق سور                                                              | ۱۸۵۳۵     | ۱۳۸۵/۱۲/۲۸ |       |
| ۳۰۶  | تپه ده‌ور                             |                | تاریخی                                                                           | بخش پاپی، دهستان کشور، ۵ کیلومتری شمال شرق روستای سنگتراشان                                       | ۱۸۵۳۶     | ۱۳۸۵/۱۲/۲۸ |       |
| ۳۰۷  | محوطه گاره                           |                | اشکانی                                                                           | بخش پاپی، دهستان کشور، ۸۰۰ م جنوب شرق روستای یالان رز                                             | ۱۸۵۳۷     | ۱۳۸۵/۱۲/۲۸ |       |
| ۳۰۸  | تپه سراب کیان                        |                | آهن ـ قرون ۶ تا ۴ ه‍.ق                                                             | بخش زاغه، دهستان زاغه، روستای سراب کیان                                                           | ۱۸۵۳۸     | ۱۳۸۵/۱۲/۲۸ |       |
| ۳۰۹  | تپه چقا بل                           |                | اشکانی ـ ساسانی                                                                  | بخش چغلوندی، دهستان بیرانوند جنوبی، روستای چغابل                                                  | ۱۸۵۳۹     | ۱۳۸۵/۱۲/۲۸ |       |
| ۳۱۰  | تپه قلعه رحیم                        |                | کالکولتیک ـ مفرغ ـ تاریخی ـ قرون میانه اسلامی                                    | بخش چغلوندی، دهستان بیرانوند جنوبی، ۱۰۰ م شرق روستای قلعه رحیم                                    | ۱۸۵۴۰     | ۱۳۸۵/۱۲/۲۸ |       |
| ۳۱۱  | تپه قلعه منصور                       |                | کالکولتیک ـ آهن ـ تاریخی ـ قرون میانه اسلامی                                     | بخش چغلوندی، دهستان بیرانوند جنوبی، ۲۰۰ م جنوب غرب روستای قلعه منصور                              | ۱۸۵۴۱     | ۱۳۸۵/۱۲/۲۸ |       |
| ۳۱۲  | تپه سرماز                            |                | آهن ـ تاریخی ـ قرون اولیه اسلامی                                                 | بخش چغلوندی، دهستان بیرانوند جنوبی، روستای نمکلان                                                 | ۱۸۵۴۲     | ۱۳۸۵/۱۲/۲۸ |       |
| ۳۱۳  | کلک چهار برجی                        |                | کالکولتیک ـ تاریخی ـ قرون میانه اسلامی                                           | بخش چغلوندی، شهر چغلوندی، روستای کلک چهار برجی                                                    | ۱۸۵۴۳     | ۱۳۸۵/۱۲/۲۸ |       |
| ۳۱۴  | تپه سراب داراب                       |                | هزاره ۳ و ۴ ق‌م ـ تاریخی ـ قرون میانه اسلامی                                      | بخش چغلوندی، دهستان بیرانوند جنوبی، شمال روستای سراب داراب                                        | ۱۸۵۴۵     | ۱۳۸۵/۱۲/۲۸ |       |
| ۳۱۵  | تپه جن داره                          |                | کالکولتیک                                                                        | بخش چغلوندی، دهستان بیرانوند جنوبی، روستای نمکلان علیا                                            | ۱۸۵۴۶     | ۱۳۸۵/۱۲/۲۸ |       |
| ۳۱۶  | تپه حسین بگی                         |                | کالکولتیک ـ مفرغ ـ تاریخی                                                        | بخش چغلوندی، دهستان بیرانوند جنوبی، ۷۰۰ م غرب روستای حسین بگی                                     | ۱۸۵۴۷     | ۱۳۸۵/۱۲/۲۸ |       |
| ۳۱۷  | قلعه چشمه لیلی                       |                | نوسنگی ـ مس سنگی ـ تاریخی                                                        | بخش چغلوندی، دهستان بیرانوندشمالی، منطقه مله تخت                                                  | ۱۸۵۴۸     | ۱۳۸۵/۱۲/۲۸ |       |
| ۳۱۸  | تپه چهار برجی                        |                | آهن ـ اشکانی                                                                     | بخش چغلوندی، دهستان بیرانوند جنوبی، روستای چهار برجی                                              | ۱۸۵۴۹     | ۱۳۸۵/۱۲/۲۸ |       |
| ۳۱۹  | تپه کرنوکر                           |                | کالکولتیک ـ تاریخی ـ قرون ۵ و ۶ ه‍.ق                                               | بخش چغلوندی، دهستان بیرانوند جنوبی، ۴۰۰ م جنوب غرب روستای کرنوکر                                  | ۱۸۵۵۰     | ۱۳۸۵/۱۲/۲۸ |       |
| ۳۲۰  | تپه گولآب                            |                | کالکولتیک ـ آهن ـ اشکانی                                                         | بخش چغلوندی، دهستان بیرانوند شمالی، روستای گولآب سفلی                                             | ۱۸۵۵۱     | ۱۳۸۵/۱۲/۲۸ |       |
| ۳۲۱  | پلکان علیا آبسرده                    |                | تاریخی                                                                           | بخش چغلوندی، دهستان بیرانوند شمالی، روستای پلکان علیا                                             | ۱۸۵۵۲     | ۱۳۸۵/۱۲/۲۸ |       |
| ۳۲۲  | تپه کمره ۲                           |                | اشکانی                                                                           | بخش چغلوندی، دهستان بیرانوند شمالی، منطقه مله تخت آبسرده                                          | ۱۸۵۵۳     | ۱۳۸۵/۱۲/۲۸ |       |
| ۳۲۳  | تپه دره بسر                          |                | آهن ـ اشکانی                                                                     | بخش چغلوندی، دهستان بیرانوند جنوبی، روستای دره بسر                                                | ۱۸۵۵۴     | ۱۳۸۵/۱۲/۲۸ |       |
| ۳۲۴  | تپه چیا بل                           |                | نوسنگی ـ مفرغ ـ آهن ـ تاریخی ـ قرون ۵ و ۶ ه‍.ق                                     | بخش چغلوندی، دهستان بیرانوند جنوبی، روستای چیا بل                                                 | ۱۸۵۵۵     | ۱۳۸۵/۱۲/۲۸ |       |
| ۳۲۵  | تپه کوره سیدها                       |                | کالکولتیک ـ آهن                                                                  | بخش زاغه، دهستان قائد رحمت، ۳۰۰ م شرق روستای دولیسکان                                             | ۱۸۵۵۶     | ۱۳۸۵/۱۲/۲۸ |       |
| ۳۲۶  | تپه علی‌آباد ازنا                     |                | هزاره ۵ تا ۳ ق‌م ـ آهن ـ تاریخی ـ قرون میانه اسلامی                               | بخش مرکزی، دهستان ازنا، روستای علی‌آباد                                                            | ۱۸۵۵۷     | ۱۳۸۵/۱۲/۲۸ |       |
| ۳۲۷  | تپه سراب ملکی                        |                | کالکولتیک ـ مفرغ ـ ساسانی ـ قرون میانه اسلامی                                    | بخش چغلوندی، دهستان بیرانوند شمالی، ۴۰۰ م جنوب روستای سراب ملکی                                   | ۱۸۵۵۸     | ۱۳۸۵/۱۲/۲۸ |       |
| ۳۲۸  | تپه بلبل آو                          |                | کالکولتیک                                                                        | بخش چغلوندی، دهستان بیرانوند جنوبی، ۴۰۰ م جنوب غرب روستای نمکلان علیا                             | ۱۸۵۵۹     | ۱۳۸۵/۱۲/۲۸ |       |
| ۳۲۹  | تپه سبز دره بسر                      |                | کالکولتیک ـ مفرغ ـ آهن ـ اشکانی                                                  | بخش چغلوندی، دهستان بیرانوند جنوبی، یک کیلومتری جنوبغرب روستای دره بسر                            | ۱۸۵۶۰     | ۱۳۸۵/۱۲/۲۸ |       |
| ۳۳۰  | تپه کمره ۱                           |                | کالکولتیک ـ آهن ـ اشکانی                                                         | بخش چغلوندی، دهستان بیرانوند شمالی، منطقه مله تخت                                                 | ۱۸۵۶۱     | ۱۳۸۵/۱۲/۲۸ |       |
| ۳۳۱  | تپه چشمه لیلی                        |                | آهن ـ اشکانی ـ ساسانی                                                            | بخش چغلوندی، دهستان بیرانوند شمالی، منطقه مله تخت آبسرده                                          | ۱۸۵۶۲     | ۱۳۸۵/۱۲/۲۸ |       |
| ۳۳۲  | تپه بید گیجه                         |                | آهن ـ اشکانی ـ ساسانی                                                            | بخش زاغه، دهستان قائد رحمت، روستای بید گیجه                                                       | ۱۸۵۶۳     | ۱۳۸۵/۱۲/۲۸ |       |
| ۳۳۳  | تپه قر و گور                         |                | تاریخی                                                                           | بخش چغلوندی، دهستان بیرانوند جنوبی، روستای نمکلان علیا                                            | ۱۸۵۶۴     | ۱۳۸۵/۱۲/۲۸ |       |
| ۳۳۴  | تپه پاقلا                            |                | کالکولتیک ـ اشکانی                                                               | بخش چغلوندی، دهستان بیرانوند شمالی، ۷۰۰ م جنوب شرقی روستای پاقلا آبسرده                           | ۱۸۵۶۵     | ۱۳۸۵/۱۲/۲۸ |       |
| ۳۳۵  | غارهای خر اشکفت                      |                | کالکولتیک ـ تاریخی                                                               | بخش چغلوندی، دهستان بیرانوند شمالی، دو کیلومتری شمال روستای خر اشکفت                              | ۱۸۵۶۶     | ۱۳۸۵/۱۲/۲۸ |       |
| ۳۳۶  | محوطه پرک                            |                | اشکانی ـ قرون اولیه اسلامی                                                       | بخش پاپی، دهستان کشور، ۳ کیلومتری شمال غربی روستای سنگتراشان                                      | ۱۸۵۶۷     | ۱۳۸۵/۱۲/۲۸ |       |
| ۳۳۷  | محوطه چنار                           |                | تاریخی                                                                           | بخش پاپی، دهستان کشور، ۱۰م شمال روستای چنار                                                       | ۱۸۵۶۸     | ۱۳۸۵/۱۲/۲۸ |       |
| ۳۳۸  | تپه حکومتی                           |                | تاریخی                                                                           | بخش پاپی، دهستان کشور، روستای حکومتی                                                              | ۱۸۵۶۹     | ۱۳۸۵/۱۲/۲۸ |       |
| ۳۳۹  | تپه خرمالگه                          |                | تاریخی                                                                           | بخش پاپی، دهستان کشور، دو کیلومتری شمال شرق روستای سراب خانی                                      | ۱۸۵۷۰     | ۱۳۸۵/۱۲/۲۸ |       |
| ۳۴۰  | تپه خر اشکفت                         |                | کالکولتیک ـ مفرغ ـ تاریخی                                                        | بخش چغلوندی، دهستان بیرانوند شمالی، روستای خر اشکفت                                               | ۱۸۵۷۱     | ۱۳۸۵/۱۲/۲۸ |       |
| ۳۴۱  | تپه سر گول نمک                       |                | تاریخی                                                                           | بخش چغلوندی، دهستان بیرانوند جنوبی، روستای سرگول نمک                                              | ۱۸۵۷۲     | ۱۳۸۵/۱۲/۲۸ |       |
| ۳۴۲  | محوطه باغ فتح علی کمالی              |                | تاریخی                                                                           | بخش پاپی، دهستان کشور، ۵ کیلومتری شمال شرقی روستای سنگتراشان                                      | ۱۸۵۷۳     | ۱۳۸۵/۱۲/۲۸ |       |
| ۳۴۳  | تپه و گورستان پاکو                   |                | تاریخی                                                                           | بخش پاپی، دهستان کشور، ۵۰ م جنوب شرقی روستای پاکو                                                 | ۱۸۵۷۴     | ۱۳۸۵/۱۲/۲۸ |       |
| ۳۴۴  | محوطه سوتکه                          |                | تاریخی                                                                           | بخش پاپی، دهستان کشور، ۲۰ م شمال شرقی روستای سوتکه                                                | ۱۸۵۷۵     | ۱۳۸۵/۱۲/۲۸ |       |
| ۳۴۵  | محوطه کنگرینه                        |                | اشکانی                                                                           | بخش پاپی، دهستان کشور، ۶۰۰ م غرب روستای مرگ سر                                                    | ۱۸۵۷۶     | ۱۳۸۵/۱۲/۲۸ |       |
| ۳۴۶  | تپه کل قلا                           |                | تاریخی                                                                           | بخش پاپی، دهستان کشور، ۴/۵ کیلومتری شمال شرق روستای سنگتراشان (منطقه بونگلان)                     | ۱۸۵۷۷     | ۱۳۸۵/۱۲/۲۸ |       |
| ۳۴۷  | زیارتگاه پاپا انار                   |                | قرون ۷ و ۸ ه‍.ق                                                                    | بخش پاپی، دهستان کشور، ۳۰ م جنوب شرق روستای پاپا انار                                             | ۱۸۵۷۸     | ۱۳۸۵/۱۲/۲۸ |       |
| ۳۴۸  | تپه گلما                             |                | تاریخی                                                                           | بخش پاپی، دهستان کشور، ۴/۶ کیلومتری غرب روستای مرگ سر                                             | ۱۸۵۷۹     | ۱۳۸۵/۱۲/۲۸ |       |
| ۳۴۹  | محوطه گردکو                          |                | اشکانی                                                                           | بخش پاپی، دهستان کشور، ۱/۶ کیلومتری شمال شرق روستای دهگاه                                         | ۱۸۵۸۰     | ۱۳۸۵/۱۲/۲۸ |       |
| ۳۵۰  | محوطه حق سور                         |                | اشکانی                                                                           | بخش پاپی، دهستان کشور، ۶۰۰ م جنوب روستای حق سور                                                   | ۱۸۵۸۱     | ۱۳۸۵/۱۲/۲۸ |       |
| ۳۵۱  | تپه و گورستان نمک کش                 |                | تاریخی ـ قاجاریه پهلوی                                                           | بخش پاپی، دهستان کشور، ۱/۶ کیلومتری جنوب شرق روستای یالان رز                                      | ۱۸۵۸۲     | ۱۳۸۵/۱۲/۲۸ |       |
| ۳۵۲  | غار سروه                             |                | نوسنگی                                                                           | بخش ویسیان، دهستان شوراب، روستای غلامان سفلی                                                      | ۱۸۵۸۶     | ۱۳۸۵/۱۲/۲۸ |       |
| ۳۵۳  | محوطه بنادارسیل                      |                | آهن ۳                                                                            | بخش ویسیان، دهستان شوراب، روستای تل مینه                                                          | ۱۸۵۸۷     | ۱۳۸۵/۱۲/۲۸ |       |
| ۳۵۴  | محوطه قلاچه                          |                | آهن تا اشکانی                                                                    | بخش ویسیان، دهستان شوراب، روستای شوراب علیا (معدن گچ)                                             | ۱۸۵۸۹     | ۱۳۸۵/۱۲/۲۸ |       |
| ۳۵۵  | تپه شهنشاهی                          |                | هزاره ۵ ق‌م ـ برنز ـ آهن                                                          | بخش ویسیان، دهستان شوراب، روستای طالقانی                                                          | ۱۸۵۹۰     | ۱۳۸۵/۱۲/۲۸ |       |
| ۳۵۶  | تپه جان محمدی                        |                | آهن ۳ ـ اشکانی                                                                   | بخش ویسیان، دهستان شوراب، روستای تل نعمت                                                          | ۱۸۵۹۱     | ۱۳۸۵/۱۲/۲۸ |       |
| ۳۵۷  | تپه زر                               |                | آهن ۳ ـ اشکانی                                                                   | بخش ویسیان، دهستان شوراب، روستای شوراب محمودوند                                                   | ۱۸۵۹۲     | ۱۳۸۵/۱۲/۲۸ |       |
| ۳۵۸  | محوطه قبر بازگیر                     |                | اشکانی                                                                           | بخش ویسیان، دهستان شوراب، روستای نجم سهیلی                                                        | ۱۸۵۹۹     | ۱۳۸۵/۱۲/۲۸ |       |
| ۳۵۹  | گورستان تپه زر                       |                | اشکانی                                                                           | بخش ویسیان، دهستان شوراب، روستای شوراب محمودوند                                                   | ۱۸۶۰۰     | ۱۳۸۵/۱۲/۲۸ |       |
| ۳۶۰  | تپه سراب گرم                         |                | تاریخی                                                                           | بخش پاپی، دهستان کشور، ۵۰۰ م غرب روستای خانه چوبی                                                 | ۱۸۶۰۱     | ۱۳۸۵/۱۲/۲۸ |       |
| ۳۶۱  | محوطه گیرچ                           |                | تاریخی                                                                           | بخش پاپی، دهستان کشور، ۱/۶ کیلومتری شمال غرب روستای خانه چوبی                                     | ۱۸۶۰۲     | ۱۳۸۵/۱۲/۲۸ |       |
| ۳۶۲  | تپه پزکو                             |                | اشکانی                                                                           | بخش پاپی، دهستان کشور، ۹۰۰ م شرق روستای تازان                                                     | ۱۸۶۰۳     | ۱۳۸۵/۱۲/۲۸ |       |
| ۳۶۳  | محوطه سراب گلما                      |                | تاریخی                                                                           | بخش پاپی، دهستان کشور، ۴/۸ کیلومتری غرب روستای مرگ سر                                             | ۱۸۶۰۴     | ۱۳۸۵/۱۲/۲۸ |       |
| ۳۶۴  | محوطه نمک کش                         |                | تاریخی                                                                           | بخش پاپی، دهستان کشور، ۱/۶ کیلومتری جنوب شرقی روستای یالان رز                                     | ۱۸۶۰۵     | ۱۳۸۵/۱۲/۲۸ |       |
| ۳۶۵  | غار قلعه اراز                        |                | تاریخی ـ سلجوقی                                                                  | بخش پاپی، دهستان کشور، دو کیلومتری شمال شرق روستای دهگاه، واقع در سینه کوه                        | ۱۸۶۰۶     | ۱۳۸۵/۱۲/۲۸ |       |
| ۳۶۶  | محوطه درخت چنار                      |                | تاریخی                                                                           | بخش پاپی، دهستان کشور، ۱۵۰ م شمال شرق روستای چنار                                                 | ۱۸۶۰۷     | ۱۳۸۵/۱۲/۲۸ |       |
| ۳۶۷  | محوطه حکومتی                         |                | تاریخی                                                                           | بخش پاپی، دهستان کشور، ۲۵۰ م شمال غرب روستای حکومتی                                               | ۱۸۶۰۸     | ۱۳۸۵/۱۲/۲۸ |       |
| ۳۶۸  | محوطه برافتو                         |                | اشکانی                                                                           | بخش پاپی، دهستان کشور، ۷۰ م جنوب غرب روستای تیان                                                  | ۱۸۶۰۹     | ۱۳۸۵/۱۲/۲۸ |       |
| ۳۶۹  | محوطه تری دشت                        |                | تاریخی                                                                           | بخش پاپی، دهستان کشور، روستای خلکونه یک                                                           | ۱۸۶۱۰     | ۱۳۸۵/۱۲/۲۸ |       |
| ۳۷۰  | محوطه دو جون                         |                | کالکولتیک ـ اشکانی                                                               | بخش پاپی، دهستان کشور، ۱۲۰ م جنوب شرق روستای تازان                                                | ۱۸۶۱۱     | ۱۳۸۵/۱۲/۲۸ |       |
| ۳۷۱  | تپه شیش کو                           |                | اشکانی                                                                           | بخش پاپی، دهستان کشور، ۶۰۰ م غرب روستای پشت پر (دارخاتون)                                         | ۱۸۶۱۲     | ۱۳۸۵/۱۲/۲۸ |       |
| ۳۷۲  | محوطه گور گور                        |                | تاریخی                                                                           | بخش پاپی، دهستان کشور، ۱/۷ کیلومتری جنوب روستای حکومتی                                            | ۱۸۶۱۳     | ۱۳۸۵/۱۲/۲۸ |       |
| ۳۷۳  | محوطه سه‌رهون                         |                | تاریخی                                                                           | بخش پاپی، دهستان کشور، منطقه سه رهون، ۱۲۰۰ م ایستگاه کشور                                         | ۱۸۶۱۴     | ۱۳۸۵/۱۲/۲۸ |       |
| ۳۷۴  | محوطه دول زینل مرده                  |                | اشکانی ـ قرون میانه اسلامی                                                       | بخش پاپی، دهستان کشور، ۵/۳ کیلومتری شمال شرق روستای سنگتراشان                                     | ۱۸۶۱۵     | ۱۳۸۵/۱۲/۲۸ |       |
| ۳۷۵  | محوطه چهارکرته داغر                  |                | تاریخی                                                                           | بخش پاپی، دهستان کشور، ۱/۲۵ کیلومتری شمال غرب روستای پیله گر                                      | ۱۸۶۱۶     | ۱۳۸۵/۱۲/۲۸ |       |
| ۳۷۶  | محوطه در کول                         |                | تاریخی                                                                           | بخش پاپی، دهستان کشور، دو کیلومتری غرب روستای تازان                                               | ۱۸۶۱۷     | ۱۳۸۵/۱۲/۲۸ |       |
| ۳۷۷  | تپه گور چغا                          |                | تاریخی                                                                           | بخش پاپی، دهستان کشور، ۱/۵ کیلومتری جنوب شرق روستای دهگاه                                         | ۱۸۶۱۸     | ۱۳۸۵/۱۲/۲۸ |       |
| ۳۷۸  | محوطه چهارکرته ۲                     |                | تاریخی                                                                           | بخش پاپی، دهستان کشور، ۱/۴ کیلومتری شمال غرب روستای حکومتی                                        | ۱۸۶۱۹     | ۱۳۸۵/۱۲/۲۸ |       |
| ۳۷۹  | محوطه دول کله                        |                | تاریخی                                                                           | بخش پاپی، دهستان کشور، ۶۰۰ م شمال غرب روستای سوتکه                                                | ۱۸۶۲۰     | ۱۳۸۵/۱۲/۲۸ |       |
| ۳۸۰  | تپه چول                              |                | تاریخی ـ سلجوقی                                                                  | بخش پاپی، دهستان کشور، ۸۰ م غرب روستای چول                                                        | ۱۸۶۲۱     | ۱۳۸۵/۱۲/۲۸ |       |
| ۳۸۱  | تپه سرچک                             |                | اشکانی ـ قرون اولیه اسلامی                                                       | بخش پاپی، دهستان کشور، ۲/۵ک م روستای سنگتراشان                                                    | ۱۸۶۲۲     | ۱۳۸۵/۱۲/۲۸ |       |
| ۳۸۲  | تپه و گورستان سید محمد پاریاب        |                | تاریخی ـ قرون میانی اسلامی                                                       | بخش پاپی، دهستان کشور، ۵۰۰ م شرق روستای پاریاب                                                    | ۱۸۶۲۳     | ۱۳۸۵/۱۲/۲۸ |       |
| ۳۸۳  | محوطه خلکونه                         |                | اشکانی ـ قرون اولیه اسلامی                                                       | بخش پاپی، دهستان کشور، ۴۵۰ م شمال روستای کلی نی                                                   | ۱۸۶۲۴     | ۱۳۸۵/۱۲/۲۸ |       |
| ۳۸۴  | تپه و گورستان قدغه                   |                | تاریخی ـً قاجاریه                                                                 | بخش پاپی، دهستان کشور، ۱/۲ کیلومتری جنوب غربی روستای پیله گر                                      | ۱۸۶۲۵     | ۱۳۸۵/۱۲/۲۸ |       |
| ۳۸۵  | محوطه کتل سیا                        |                | اشکانی                                                                           | بخش پاپی، دهستان کشور، ۱/۳ کیلومتری شمال شرق روستای دهگاه                                         | ۱۸۶۲۶     | ۱۳۸۵/۱۲/۲۸ |       |
| ۳۸۶  | تپه بونگلان بالایی                   |                | اشکانی                                                                           | بخش پاپی، دهستان کشور، ۷/۸ کیلومتری شمالشرق روستای سنگتراشان                                      | ۱۸۶۲۷     | ۱۳۸۵/۱۲/۲۸ |       |
| ۳۸۷  | تپه امیر قلی                         |                | کالکولتیک ـ هزاره ۴ ق‌م                                                           | بخش زاغه، دهستان زاغه، روستای زاغه علیا                                                           | ۱۸۶۲۸     | ۱۳۸۵/۱۲/۲۸ |       |
| ۳۸۸  | تپه سیاه‌گوشی                         |                | کالکولتیک ـ هزاره ۴ ق‌م ـ آهن                                                     | بخش زاغه، دهستان قائد رحمت، روستای سیاه گوشی                                                      | ۱۸۶۲۹     | ۱۳۸۵/۱۲/۲۸ |       |
| ۳۸۹  | تپه کیووه زاغه علیا                  |                | اشکانی                                                                           | بخش زاغه، دهستان زاغه، ۴۰۰ م شرق روستای زاغه علیا                                                 | ۱۸۶۳۰     | ۱۳۸۵/۱۲/۲۸ |       |
| ۳۹۰  | تپه سید فتح‌الله                      |                | نوسنگی ـ کالکولتیک ـ هزاره ۴ ق‌م ـ آهن                                            | بخش زاغه، دهستان قائد رحمت، ۳۰۰ م شرق روستای دولیسکان                                             | ۱۸۶۳۱     | ۱۳۸۵/۱۲/۲۸ |       |
| ۳۹۱  | تپه خلیلان                           |                | کالکولتیک                                                                        | بخش زاغه، دهستان قائد رحمت، روستای خلیلان                                                         | ۱۸۶۳۲     | ۱۳۸۵/۱۲/۲۸ |       |
| ۳۹۲  | تپه داربر                            |                | اشکانی                                                                           | بخش پاپی، دهستان کشور، ۴/۵ کیلومتری غرب روستای مرگ سر                                             | ۱۸۶۳۳     | ۱۳۸۵/۱۲/۲۸ |       |
| ۳۹۳  | تپه و گورستان پیش آلی                |                | اشکانی ـ قاجاریه ـ پهلوی                                                         | بخش پاپی، دهستان کشور، ۲۵۰ م غرب روستای مینو پایین                                                | ۱۸۶۳۴     | ۱۳۸۵/۱۲/۲۸ |       |
| ۳۹۴  | محوطه مه جویی                        |                | تاریخی                                                                           | بخش پاپی، دهستان کشور، ۴۵۰ م جنوب شرق روستای پاریاب سید محمد                                      | ۱۸۶۳۵     | ۱۳۸۵/۱۲/۲۸ |       |
| ۳۹۵  | تپه و گورستان ده کونه                |                | تاریخی ـ قرون اولیه اسلامی                                                       | بخش پاپی، دهستان کشور، ۱/۴ کیلومتری شرق روستای مینو پایین                                         | ۱۸۶۳۶     | ۱۳۸۵/۱۲/۲۸ |       |
| ۳۹۶  | محوطه درویش‌آباد                      |                | کالکولتیک ـ هزاره ۴ ق‌م ـ اشکانی                                                  | بخش پاپی، دهستان کشور، روستای درویش آباد                                                          | ۱۸۶۳۷     | ۱۳۸۵/۱۲/۲۸ |       |
| ۳۹۷  | تپه تیان                             |                | تاریخی ـ قرون اولیه اسلامی                                                       | دهستان کشور، روستای تیان                                                                          | ۱۸۶۳۸     | ۱۳۸۵/۱۲/۲۸ |       |
| ۳۹۸  | تپه سراب جلدان یک                    |                | عصر آهن ـ تاریخی                                                                 | بخش پاپی، دهستان گریت، ۲۰۰ م غرب روستای سراب جلدان                                                | ۱۸۷۷۹     | ۱۳۸۵/۱۲/۲۸ |       |
| ۳۹۹  | محوطه برج احمدی                      |                | اشکانی ـ ساسانی ـ قرون اولیه اسلامی                                              | بخش ویسیان، دهستان شوراب، روستای غلامان علیا                                                      | ۱۸۷۸۰     | ۱۳۸۵/۱۲/۲۸ |       |
| ۴۰۰  | تپه شرقی پینه کوه                    |                | کالکولتیک ـ تاریخی                                                               | بخش مرکزی، دهستان رباط نمکی، روستای پینه کوه                                                      | ۱۸۷۸۱     | ۱۳۸۵/۱۲/۲۸ |       |
| ۴۰۱  | محوطه چشمه سرخه                      |                | تاریخی ـ قرون میانه اسلامی                                                       | بخش مرکزی، دهستان کرگاه شرقی، روستای چشمه سرخه، نزدیک مدرسه روستا                                 | ۱۸۷۸۷     | ۱۳۸۵/۱۲/۲۸ |       |
| ۴۰۲  | تپه پل بابا حسین                     |                | مفرغ ـ اشکانی                                                                    | بخش مرکزی، دهستان کرگاه شرقی، روستای پل بابا حسین                                                 | ۱۸۷۸۸     | ۱۳۸۵/۱۲/۲۸ |       |
| ۴۰۳  | تپه داردژ                            |                | اشکانی                                                                           | بخش مرکزی، دهستان رباط نمکی، روستای بسطام (گهواره)                                                | ۱۸۷۹۲     | ۱۳۸۵/۱۲/۲۸ |       |
| ۴۰۴  | محوطه پیرجد                          |                | کالکولتیک ـ تاریخی                                                               | بخش مرکزی، دهستان کرگاه شرقی، روستای پیرجد                                                        | ۱۸۷۹۴     | ۱۳۸۵/۱۲/۲۸ |       |
| ۴۰۵  | تپه غربی پینه کوه                    |                | هزاره اول ق‌م ـ تاریخی                                                            | بخش مرکزی، دهستان رباط نمکی، روستای پیر حیاتی                                                     | ۱۸۷۹۵     | ۱۳۸۵/۱۲/۲۸ |       |
| ۴۰۶  | غار کلدر                             |                | پارینه سنگی ـ فرا پارینه سنگی ـ نوسنگی                                           | بخش مرکزی، دهستان رباط نمکی، روستای قلعه سنگی                                                     | ۱۸۷۹۶     | ۱۳۸۵/۱۲/۲۸ |       |
| ۴۰۷  | تپه خرگوار                           |                | کالکولتیک ـ هزاره ۴ تا ۳ق‌م ـ آغاز ادبیات ـ تاریخی                                | بخش مرکزی، دهستان رباط نمکی، روستای رباط نمکی                                                     | ۱۸۷۹۷     | ۱۳۸۵/۱۲/۲۸ |       |
| ۴۰۸  | محوطه کلکام کوه                      |                | اشکانی                                                                           | بخش مرکزی، دهستان رباط نمکی، روستای گندابه                                                        | ۱۸۸۰۰     | ۱۳۸۵/۱۲/۲۸ |       |
| ۴۰۹  | مجموعه پیرگلستان                     |                | قرون اولیه اسلامی                                                                | بخش مرکزی، دهستان رباط نمکی، روستای ریمله                                                         | ۱۸۸۰۱     | ۱۳۸۵/۱۲/۲۸ |       |
| ۴۱۰  | تپه قلعه جغد                         |                | کالکولتیک ـ اشکانی                                                               | بخش مرکزی، دهستان رباط نمکی، روستای قلعه جغد                                                      | ۱۸۸۰۵     | ۱۳۸۵/۱۲/۲۸ |       |
| ۴۱۱  | تپه رحمان                            |                | کالکولتیک ـ مفرغ                                                                 | بخش مرکزی، دهستان رباط نمکی، روستای پشتمله                                                        | ۱۸۸۱۵     | ۱۳۸۵/۱۲/۲۸ |       |
| ۴۱۲  | گورستان تپه سر قلاء                  |                | هزاره اول ق‌م                                                                     | بخش مرکزی، دهستان رباط نمکی، روستای زرین چغا جابری                                                | ۱۸۸۱۶     | ۱۳۸۵/۱۲/۲۸ |       |
| ۴۱۳  | تپه غربی سر قلا                      |                | کالکولتیک ـ تاریخی                                                               | بخش مرکزی، دهستان رباط نمکی، روستای زرین چغا جابری                                                | ۱۸۸۱۷     | ۱۳۸۵/۱۲/۲۸ |       |
| ۴۱۴  | تپه برالیکه                          |                | اشکانی                                                                           | بخش مرکزی، دهستان رباط نمکی، روستای برالیکه                                                       | ۱۸۸۱۸     | ۱۳۸۵/۱۲/۲۸ |       |
| ۴۱۵  | تپه دروزناو                          |                | نوسنگی                                                                           | بخش مرکزی، دهستان رباط نمکی، روستای گزله                                                          | ۱۸۸۱۹     | ۱۳۸۵/۱۲/۲۸ |       |
| ۴۱۶  | تپه خرمن جا                          |                | تاریخی ـ ساسانی ـ قرون اولیه اسلامی                                              | بخش مرکزی، دهستان رباط نمکی، روستای رباط نمکی                                                     | ۱۸۸۲۰     | ۱۳۸۵/۱۲/۲۸ |       |
| ۴۱۷  | تپه بساط خانی                        |                | مفرغ ـ تاریخی                                                                    | بخش مرکزی، دهستان رباط نمکی، روستای پیرحیاتی                                                      | ۱۸۸۲۵     | ۱۳۸۵/۱۲/۲۸ |       |
| ۴۱۸  | تپه بردبل                            |                | اشکانی ـ ساسانی                                                                  | بخش مرکزی، دهستان رباط نمکی، روستای قلعه نو                                                       | ۱۸۸۲۶     | ۱۳۸۵/۱۲/۲۸ |       |
| ۴۱۹  | پناهگاه تنگ مس                       |                | نوسنگی                                                                           | بخش مرکزی، دهستان رباط نمکی، روستای خلیل‌آباد                                                      | ۱۸۸۲۷     | ۱۳۸۵/۱۲/۲۸ |       |
| ۴۲۰  | تپه نور                              |                | کالکولتیک ـ مفرغ ـ آهن ـ تاریخی                                                  | بخش مرکزی، دهستان رباط نمکی، روستای قاسم‌آباد                                                      | ۱۸۸۲۸     | ۱۳۸۵/۱۲/۲۸ |       |
| ۴۲۱  | غار ریگ سفید                         |                | نوسنگی                                                                           | بخش مرکزی، دهستان رباط نمکی، روستای ریگ سفید                                                      | ۱۸۸۲۹     | ۱۳۸۵/۱۲/۲۸ |       |
| ۴۲۲  | تپه سر قلا شجاع‌آباد                  |                | برنز ـ تاریخی ـ قرون اولیه اسلامی                                                | بخش مرکزی، دهستان رباط نمکی، روستای شجاع آباد                                                     | ۱۸۸۳۰     | ۱۳۸۵/۱۲/۲۸ |       |
| ۴۲۳  | پا تپه زرین چغا پایین                |                | اشکانی                                                                           | بخش مرکزی، دهستان رباط نمکی، روستای زرین چغا پایین                                                | ۱۸۸۳۱     | ۱۳۸۵/۱۲/۲۸ |       |
| ۴۲۴  | تپه سر قلا شرقی                      |                | اشکانی ـ ساسانی                                                                  | بخش مرکزی، دهستان رباط نمکی، روستای زرین چغا جابری                                                | ۱۸۸۳۲     | ۱۳۸۵/۱۲/۲۸ |       |
| ۴۲۵  | تپه پاپی خالدار علیا                 |                | مفرغ ـ هزاره ۳ ق‌م ـ آغاز ادبیات ـ تاریخی                                         | بخش مرکزی، دهستان رباط نمکی، روستای پاپی خالدار علیا                                              | ۱۸۸۳۳     | ۱۳۸۵/۱۲/۲۸ |       |
| ۴۲۶  | تپه حاج خیرالهی شرقی یک              |                | اشکانی                                                                           | بخش مرکزی، دهستان رباط نمکی، روستای زرین چغاجابری                                                 | ۱۸۸۳۴     | ۱۳۸۵/۱۲/۲۸ |       |
| ۴۲۷  | پناهگاه کلدر                         |                | نوسنگی                                                                           | بخش مرکزی، دهستان رباط نمکی، روستای قلعه سنگی                                                     | ۱۸۸۳۵     | ۱۳۸۵/۱۲/۲۸ |       |
| ۴۲۸  | تپه غربی حاج خیراللهی                |                | مس و سنگ ـ هزاره ۴ تا ۳ ق‌م ـ تاریخی                                              | بخش مرکزی، دهستان رباط نمکی، روستای زرین چغا جابری                                                | ۱۸۸۳۶     | ۱۳۸۵/۱۲/۲۸ |       |
| ۴۲۹  | پناهگاه چک ریزه کوچک                 |                | نوسنگی                                                                           | بخش مرکزی، دهستان رباط نمکی، روستای برالیکه                                                       | ۱۸۸۳۷     | ۱۳۸۵/۱۲/۲۸ |       |
| ۴۳۰  | تپه کلک                              |                | نوسنگی ـ اشکانی ـ قرون اولیه اسلامی                                              | بخش مرکزی، دهستان رباط نمکی، روستای سیلمیش                                                        | ۱۸۸۳۸     | ۱۳۸۵/۱۲/۲۸ |       |
| ۴۳۱  | تپه مزار امام سجاد                   |                | هزاره ۵ تا ۳ ق‌م ـ آغاز ادبیات ـ تاریخی                                           | بخش مرکزی، دهستان رباط نمکی، روستای چنار حمام                                                     | ۱۸۸۳۹     | ۱۳۸۵/۱۲/۲۸ |       |
| ۴۳۲  | محوطه سرخه ده سفلی ۲                 |                | تاریخی                                                                           | بخش مرکز ی، دهستان کرگاه شرقی، روستای سرخه ده سفلی                                                | ۱۸۸۵۲     | ۱۳۸۵/۱۲/۲۸ |       |
| ۴۳۳  | مجموعه پل بابا حسین                  |                | اشکانی ـ قرون میانه اسلامی                                                       | بخش مرکزی، دهستان کرگاه شرقی، روستای پل بابا حسین                                                 | ۱۸۸۵۳     | ۱۳۸۵/۱۲/۲۸ |       |
| ۴۳۴  | محوطه قلعه ونایی                     |                | تاریخی                                                                           | بخش مرکزی، دهستان کرگاه شرقی، روستای ونایی                                                        | ۱۸۸۵۴     | ۱۳۸۵/۱۲/۲۸ |       |
| ۴۳۵  | گورستان دره چهارشنبه                 |                | قرون متاخر اسلامی                                                                | بخش مرکزی، دهستان کرگاه شرقی، روستای چشمه سرخه                                                    | ۱۸۸۵۵     | ۱۳۸۵/۱۲/۲۸ |       |
| ۴۳۶  | تپه پا تپه                           |                | نوسنگی ـ مس و سنگ ـ هزاره ۴ تا ۳ ق. م ـ آغاز ادبیات ـ تاریخی ـ قرون اولیه اسلامی | بخش مرکزی، دهستان رباط نمکی، روستای آزادخانی                                                      | ۱۸۸۵۹     | ۱۳۸۵/۱۲/۲۸ |       |
| ۴۳۷  | محوطه سبزوارکار                      |                | هزاره ۴ ق‌م تا دوره تاریخی                                                        | بخش ویسیان، دهستان شوارب، روستای کوماس                                                            | ۱۹۵۴۴     | ۱۳۸۶/۰۶/۲۸ |       |
| ۴۳۸  | محوطه نقاره                          |                | آهن ـ اشکانی                                                                     | بخش ویسیان، دهستان شوراب، روستای نقاره                                                            | ۱۹۵۴۵     | ۱۳۸۶/۰۶/۲۸ |       |
| ۴۳۹  | محوطه بن پهنه                        |                | اشکانی                                                                           | بخش ویسیان، دهستان ویسیان، روستای سبزوار                                                          | ۱۹۸۰۶     | ۱۳۸۶/۰۸/۱۳ |       |
| ۴۴۰  | محوطه امان اله ۱                     |                | ساسانی ـ قرون اولیه اسلامی                                                       | بخش ویسیان، دهستان شوراب، روستای تل امان اله                                                      | ۱۹۸۰۷     | ۱۳۸۶/۰۸/۱۳ |       |
| ۴۴۱  | محوطه بردآسیاب                       |                | آهن                                                                              | بخش ویسیان، دهستان شوراب، روستای تل مینه                                                          | ۱۹۸۰۸     | ۱۳۸۶/۰۸/۱۳ |       |
| ۴۴۲  | گورستان تنگ مینه                     |                | اشکانی                                                                           | بخش ویسیان، دهستان شوراب، روستای تل مینه                                                          | ۱۹۸۰۹     | ۱۳۸۶/۰۸/۱۳ |       |
| ۴۴۳  | محوطه خزینه                          |                | اشکانی                                                                           | بخش ویسیان، دهستان شوراب، روستای کوماس                                                            | ۱۹۸۱۰     | ۱۳۸۶/۰۸/۱۳ |       |
| ۴۴۴  | محوطه سراب سیاه                      |                | آهن ـ اشکانی                                                                     | بخش ویسیان، دهستان شوراب، روستای تل عجم                                                           | ۱۹۸۱۱     | ۱۳۸۶/۰۸/۱۳ |       |
| ۴۴۵  | محوطه دم بره                         |                | آهن ـ اشکانی                                                                     | بخش ویسیان، دهستان ویسیان، روستای دواب                                                            | ۱۹۸۱۲     | ۱۳۸۶/۰۸/۱۳ |       |
| ۴۴۶  | محوطه دارامام رضا                    |                | آهن ـ اشکانی                                                                     | بخش ویسیان، دهستان شوراب، روستای غلامان سفلی                                                      | ۱۹۸۱۳     | ۱۳۸۶/۰۸/۱۳ |       |
| ۴۴۷  | گورستان عباس گلپت                    |                | آهن                                                                              | بخش ویسیان، دهستان ویسیان، روستای عباس گلپت                                                       | ۱۹۸۱۴     | ۱۳۸۶/۰۸/۱۳ |       |
| ۴۴۸  | محوطه دول پهن                        |                | آهن ـ اشکانی                                                                     | بخش ویسیان، دهستان شوراب، روستای تل رفیع                                                          | ۱۹۸۱۵     | ۱۳۸۶/۰۸/۱۳ |       |
| ۴۴۹  | محوطه گاومرده                        |                | آهن                                                                              | بخش ویسیان، دهستان شوراب، روستای تل مینه                                                          | ۱۹۸۱۶     | ۱۳۸۶/۰۸/۱۳ |       |
| ۴۵۰  | محوطه اسلام‌آباد                      |                | آهن                                                                              | بخش ویسیان، دهستان ویسیان، روستای ویسیان                                                          | ۱۹۸۱۷     | ۱۳۸۶/۰۸/۱۳ |       |
| ۴۵۱  | گورستان گل آبان ۲                    |                | اشکانی                                                                           | بخش ویسیان، دهستان ویسیان، روستای گل آبان ۲                                                       | ۱۹۸۳۰     | ۱۳۸۶/۰۸/۱۳ |       |
| ۴۵۲  | محوطه کادونی علیا                    |                | هزاره ۳ و۲ ق‌م                                                                    | بخش ویسیان، دهستان ویسیان، روستای دلبر سادات                                                      | ۱۹۸۳۱     | ۱۳۸۶/۰۸/۱۳ |       |
| ۴۵۳  | محوطه چهار تاف                       |                | هزاره اول ق م                                                                    | بخش ویسیان، دهستان ویسیان، روستای اثر زمین کالیاب                                                 | ۱۹۸۳۲     | ۱۳۸۶/۰۸/۱۳ |       |
| ۴۵۴  | پناهگاه صخره‌ای زیر چشمه بستان رود    |                | میان سنگی ـ نوسنگی                                                               | بخش ویسیان، دهستان شوراب، روستای زیر چشمه بستان رود                                               | ۱۹۸۳۳     | ۱۳۸۶/۰۸/۱۳ |       |
| ۴۵۵  | محوطه سرکلاه                         |                | اشکانی                                                                           | بخش ویسیان، دهستان شوراب، روستای کوماس                                                            | ۱۹۸۳۴     | ۱۳۸۶/۰۸/۱۳ |       |
| ۴۵۶  | محوطه قبرگبری                        |                | آهن ۳ ـ اشکانی                                                                   | بخش ویسیان، دهستان ویسیان، روستای عباس گلپت                                                       | ۱۹۸۳۵     | ۱۳۸۶/۰۸/۱۳ |       |
| ۴۵۷  | محوطه علی سبز                        |                | اهن ـ اشکانی                                                                     | بخش ویسیان، دهستان شوراب، روستای تل رفیع                                                          | ۱۹۸۳۶     | ۱۳۸۶/۰۸/۱۳ |       |
| ۴۵۸  | محوطه چغا                            |                | هزاره ۴ ق‌م ـ هزاره ۲و۱ق‌م                                                         | بخش ویسیان، دهستان شوراب، روستای کوماس                                                            | ۱۹۸۳۷     | ۱۳۸۶/۰۸/۱۳ |       |
| ۴۵۹  | محوطه دوگر                           |                | عصر آهن                                                                          | بخش ویسیان، دهستان ویسیان، روستای عباس گلپت                                                       | ۱۹۸۳۸     | ۱۳۸۶/۰۸/۱۳ |       |
| ۴۶۰  | محوطه قلاع بردی                      |                | اشکانی ـ ساسانی                                                                  | بخش ویسیان، دهستان ویسیان، روستای گل آبان ۲                                                       | ۱۹۸۳۹     | ۱۳۸۶/۰۸/۱۳ |       |
| ۴۶۱  | محوطه باقلاع                         |                | آهن ـ اشکانی                                                                     | بخش ویسیان، دهستان ویسیان، روستای قالبی علیا                                                      | ۱۹۸۴۱     | ۱۳۸۶/۰۸/۱۳ |       |
| ۴۶۲  | محوطه قلاع                           |                | اشکانی                                                                           | بخش ویسیان، دهستان ویسیان، روستای گل آبان ۳                                                       | ۱۹۸۴۲     | ۱۳۸۶/۰۸/۱۳ |       |
| ۴۶۳  | محوطه کلاته                          |                | آهن ـ اشکانی                                                                     | بخش ویسیان، دهستان شوراب، روستای کوماس                                                            | ۱۹۸۴۳     | ۱۳۸۶/۰۸/۱۳ |       |
| ۴۶۴  | محوطه چم چغا                         |                | هزاره یک ق‌م                                                                      | بخش ویسیان، دهستان شوراب، روستای کوماس                                                            | ۱۹۸۴۴     | ۱۳۸۶/۰۸/۱۳ |       |
| ۴۶۵  | محوطه تنگ قلا ۱                      |                | کالکلوتیک ـ آهن ـ تاریخی                                                         | بخش پاپی، دهستان کشور، ۴ کیلومتری غرب دره نسو، منطقه تنگ قلا                                      | ۲۵۲۶۳     | ۱۳۸۷/۱۲/۱۸ |       |
| ۴۶۶  | محوطه دهور زرده                      |                | تاریخی                                                                           | بخش پاپی، دهستان کشور، ۸۵۰ م غرب روستای زرده                                                      | ۲۵۲۶۴     | ۱۳۸۷/۱۲/۱۸ |       |
| ۴۶۷  | تپه کو                               |                | تاریخی                                                                           | بخش پاپی، دهستان کشور، ۳ کیلومتری شمال غرب روستای هلاکدر                                          | ۲۵۲۶۵     | ۱۳۸۷/۱۲/۱۸ |       |
| ۴۶۸  | محوطه سراب خانی                      |                | تاریخی                                                                           | بخش پاپی، دهستان کشور، روستای سراب خانی                                                           | ۲۵۲۶۷     | ۱۳۸۷/۱۲/۱۸ |       |
| ۴۶۹  | محوطه هشتاد پهلو                     |                | تاریخی                                                                           | بخش پاپی، دهستان کشور، ۳ کیلومتری غرب دره نسو، منطقه تنگ قلا                                      | ۲۵۲۶۸     | ۱۳۸۷/۱۲/۱۸ |       |
| ۴۷۰  | محوطه دول تازان                      |                | تاریخی                                                                           | بخش پاپی، دهستان کشور، ۹۰۰ م غرب روستای تازان                                                     | ۲۵۲۶۹     | ۱۳۸۷/۱۲/۱۸ |       |
| ۴۷۱  | محوطه برد آشکار                      |                | تاریخی                                                                           | بخش پاپی، دهستان کشور، ۱/۷ کیلومتری غرب روستای دهگاه                                              | ۲۵۲۷۰     | ۱۳۸۷/۱۲/۱۸ |       |
| ۴۷۲  | محوطه پل تنگ قلا                     |                | آهن ـ تاریخی                                                                     | بخش پاپی، دهستان کشور، ۳/۱ کیلومتری غرب دره نسو، منطقه تنگ قلا                                    | ۲۵۲۷۱     | ۱۳۸۷/۱۲/۱۸ |       |
| ۴۷۳  | محوطه تنگ قلا ۲                      |                | آهن ـ تاریخی                                                                     | بخش پاپی، دهستان کشور، ۳/۷ کیلومتری غرب دره نسو، منطقه تنگ قلا                                    | ۲۵۲۷۲     | ۱۳۸۷/۱۲/۱۸ |       |
| ۴۷۴  | محوطه تنگ قلا ۳                      |                | تاریخی                                                                           | بخش پاپی، دهستان کشور، ۳/۵ کیلومتری غرب دره نسو، منطقه تنگ قلا                                    | ۲۵۲۷۳     | ۱۳۸۷/۱۲/۱۸ |       |
| ۴۷۵  | محوطه تنگ قلا ۴                      |                | آهن ـ تاریخی                                                                     | بخش پاپی، دهستان کشور، ۳/۳ کیلومتری غرب دره نسو، منطقه تنگ قلا                                    | ۲۵۲۷۴     | ۱۳۸۷/۱۲/۱۸ |       |
| ۴۷۶  | محوطه بردتشی                         |                | تاریخی                                                                           | بخش پاپی، دهستان کشور، ۱/۶ کیلومتری روستای بردگر                                                  | ۲۵۲۷۵     | ۱۳۸۷/۱۲/۱۸ |       |
| ۴۷۷  | گورستان تنگ قلا                      |                | تاریخی ـ اسلامی                                                                  | بخش پاپی، دهستان کشور، ۴ کیلومتری غرب دره نسو، منطقه تنگ قلا                                      | ۲۵۲۷۹     | ۱۳۸۷/۱۲/۱۸ |       |
| ۴۷۸  | محوطه قلعه تنگ قلا                   |                | تاریخی                                                                           | بخش پاپی، دهستان کشور، ۴/۵ کیلومتری غرب دره نسو، منطقه تنگ قلا                                    | ۲۵۲۸۰     | ۱۳۸۷/۱۲/۱۸ |       |
| ۴۷۹  | تپه دره نسو ۳                        |                | تاریخی                                                                           | بخش پاپی، دهستان کشور، ۵۰۰ م غرب منطقه دره نسو                                                    | ۲۵۲۸۱     | ۱۳۸۷/۱۲/۱۸ |       |
| ۴۸۰  | آرامگاه جلال الدین محمد              |                | قرون ۱۰ تا ۱۱ ه‍.ق                                                                 | بخش پاپی، دهستان کشور، دو کیلومتری غرب منطقه دره نسو                                              | ۲۵۲۸۲     | ۱۳۸۷/۱۲/۱۸ |       |
| ۴۸۱  | تپه دره نسو ۴                        |                | آهن ـ تاریخی                                                                     | بخش پاپی، دهستان کشور، ۱/۳ کیلومتری غرب منطقه دره نسو                                             | ۲۵۲۸۳     | ۱۳۸۷/۱۲/۱۸ |       |
| ۴۸۲  | محوطه دره چنار                       |                | تاریخی                                                                           | بخش پاپی، دهستان کشور، روستای چنار                                                                | ۲۵۲۹۱     | ۱۳۸۷/۱۲/۱۸ |       |
| ۴۸۳  | محوطه نسار                           |                | آهن ـ تاریخی                                                                     | بخش پاپی، دهستان کشور، منطقه تنگ قلا، ۲ک م غرب دره نسو، جنوب مقبره جلال الدین محمد                | ۲۵۳۹۴     | ۱۳۸۷/۱۲/۱۸ |       |